# Fabriano
Fabriano (Favrià in dialetto fabrianese) è un comune italiano di 28 619 abitanti della provincia di Ancona nelle Marche.
È stato un importante polo industriale, grazie alla produzione di carta (Cartiere Miliani Fabriano) e di elettrodomestici (le industrie della famiglia Merloni: Indesit Company, Ariston Thermo Group; e quelle che producono cappe aspiranti: Elica, Faber, ecc.).
Dal 2013 è una Città Creativa dell'UNESCO, nella categoria "Artigianato, arti e tradizioni popolari" (craft, arts and popular traditions), titolo riconosciuto soprattutto grazie alla produzione della carta a mano.
Il comune di Fabriano, con i suoi 272,08 km², è il più esteso della regione, e 56º in Italia.

## Geografia fisica

### Territorio
Il territorio cittadino è posto a 325 m s.l.m., in una vallata costellata da dolci colline e circondata da monti dell'Appennino umbro-marchigiano centrale e della dorsale marchigiana su cui svettano a nord-nord ovest: il monte Nebbiano (790 m), il monte Strega (1276 m), il monte Catria (1701 m); ad ovest troviamo: il monte Cucco (1566 m); mentre ad est: il monte San Vicino (1479 m); infine a sud-sud ovest: il monte Nero (1424 m) ed il monte Maggio (1361 m). Da quest'ultimo ha origine il torrente Giano che attraversa la città di Fabriano e si unisce poi al fiume Esino all'altezza della frazione di Borgo Tufico.
Altre vette elevate presenti nel territorio comunale, o confinanti, sono: Nero (1411 m), Purello (1405 m), l'Uomo di Sasso (1391 m), le Senate (1326 m), Culumeo (1251 m), Antensa (1228 m), Giuoco del Pallone (1227 m), Montarone (1209 m), lo Spicchio (1200 m), Testagrossa (1174 m), Sasso Barbano (1160 m) e Puro (1155 m).

### Clima
Il clima di Fabriano tende al continentale: gli inverni sono piuttosto rigidi, con minime che non di rado raggiungono valori intorno ai −10 °C. Le estati sono calde, sebbene mitigate da minime quasi sempre accettabili.
La piovosità è elevata (circa 1000 mm annui) e i mesi più piovosi sono quelli autunnali, seguiti da quelli primaverili.
In caso di irruzioni fredde, specie se provenienti dai quadranti nord-orientali, Fabriano riceve abbondantissime nevicate: basti pensare a quelle avutesi nel gennaio 2005 e nel febbraio 2012, con la città paralizzata da circa un metro e mezzo di neve e l'esercito che dovette intervenire per riportare la normalità.
D'estate si possono avere massime molto elevate, fin oltre i +40 °C, specie in caso di ondate di calore di matrice africana.

## Storia
Alcuni affermano che il vocabolo "Fabriano" trae origine da "Faberius", proprietario del fondo su cui si eresse la città stessa. Faberius divenne nel Medioevo "Fabriano", anche perché era molto sviluppata in città l'attività dei fabbri. Anche lo stemma cittadino, infatti, sin dal XIII secolo, ha come emblema un fabbro che batte il ferro su di un'incudine. Secondo altre fonti il vocabolo deriva dalla fusione di due termini latini: Faber (Fabbro) e Ianus (Giano, il fiume che lo attraversa).

### Origini
II territorio di Fabriano si trova a cavallo dell'Appennino umbro-marchigiano e per la sua felice posizione favorì fin dalla Preistoria l'insediamento di comunità stabili. Sono numerose infatti le testimonianze di tale antropizzazione risalenti sin dal Paleolitico.
Nell'Età del ferro si diffusero ampiamente, la civiltà picena e quella umbra, autoctone, mentre nel corso del IV secolo a.C. vi si attestarono i Galli senoni, di origine celtica.
Dopo la conquista romana si svilupparono Attidium (Attiggio), già umbra, e Tuficum (Albacina), che raggiunsero la massima floridezza nel II-III secolo d.C.
Le invasioni barbariche dei secoli seguenti (V-VI) causarono il lento abbandono dei due municipi.
Fu durante i secoli V-IX d.C. che i Lori, secondo la tradizione, si rifugiarono in parte a sud-est verso il futuro castello di Collamato e, per la maggior parte, nella futura valle di Fabriano dove, con l'apporto di un altro popolo proveniente da Tuficum per lo stesso motivo, dettero vita al primo nucleo della città di Fabriano e ad alcune ville (oggi chiamate frazioni). Il primo nucleo della futura Fabriano, il castello di Castelvecchio, probabilmente fondato nel 411 d.C. subito dopo le invasioni barbariche. Da qui l'appellativo "Attidium mater Fabriani". La popolazione di Tuficum, inoltre, originò vari villaggi: Castelletta, Albacina e Moscano, oggi frazioni di Fabriano.
Fabriano fece parte del Ducato di Spoleto, dal 571 fino alla sconfitta dei Longobardi ad opera di Carlo Magno nel 773, e sorsero numerosi castelli dei piccoli feudatari locali e altrettanto numerosi monasteri benedettini che acquisirono gradualmente notevole importanza spirituale ed economica, risultando determinanti per lo sviluppo e la storia del territorio fabrianese.

### Medioevo

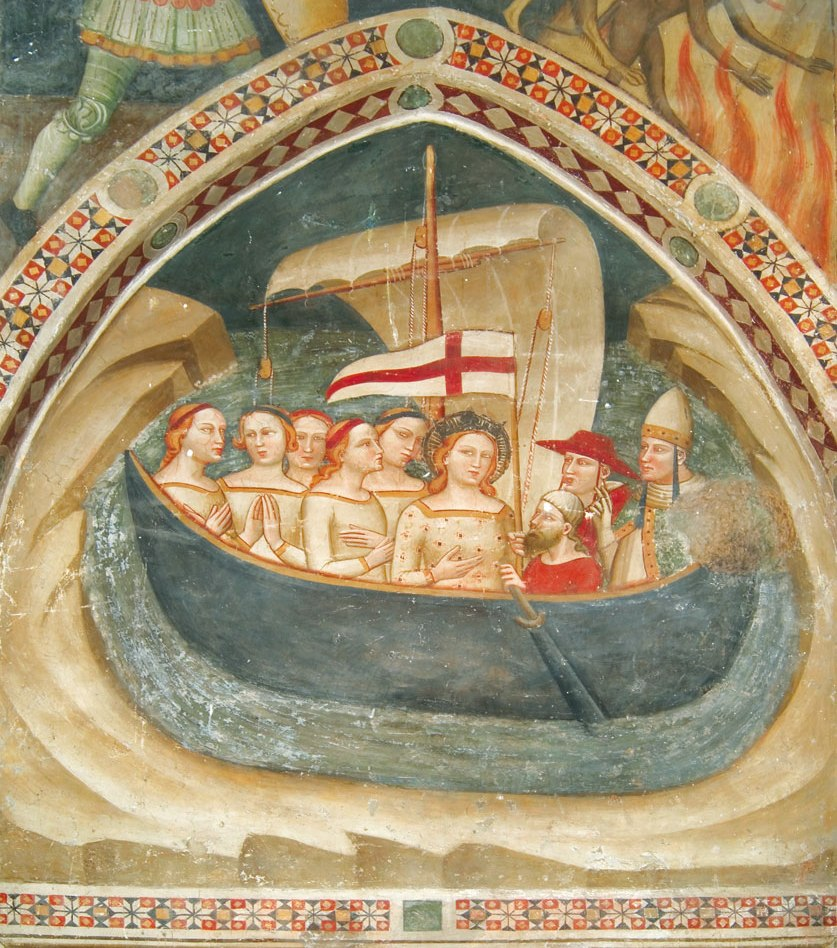
Affresco di Allegretto Nuzi col Viaggio di Sant'Orsola e di San Ciriaco Papa nella Chiesa di San Domenico, 1365.

Le prime menzioni storiche del castellum Fabriani sono del 1040 - 1041. Circa un secolo dopo sono ricordati entrambi i "castra Fabriani" (1160), i quali ancora più tardi, nel secolo XIII, si distinguevano con i nomi di Castrum vetus e Castrum novum (o Podium) ciascuno formato da un nucleo centrale fortificato, detto castellare, difeso da fossati, da mura e circondato da borghi murati.
Dalla fusione di questi due castelli posti sulla riva destra del fiume Giano, in posizione dominante: Castelvecchio e Poggio, ha avuto origine la città il cui sviluppo fu assai rapido. Dall'VIII secolo Fabriano è sottoposta ad un governo feudale.
Nel 1234 Fabriano diviene libero comune, elesse le sue magistrature ed acquistò gradatamente un nuovo volto; si svilupparono nel centro storico cantieri architettonici e pittorici di fondamentale importanza per la nascita di quella scuola artistica che, nel secolo successivo, raggiungerà il suo apice con Allegretto Nuzi e Gentile da Fabriano. Si tratta di un governo aristocratico di consoli, affiancato però da apposito Consiglio che in pratica ne limitava l'indipendenza.

### Stato pontificio
Nel 1300 il comune, ormai forte ed affermato, prese parte attiva alla politica medievale partecipando alla lotta tra Guelfi e Ghibellini, finché a partire dal 1378, la potente famiglia ghibellina dei Chiavelli riuscì ad imporre la propria signoria a Fabriano; nonostante l'instabilità politica, poté godere di notevole prosperità economica. Dopo l'eccidio dei Chiavelli (1435) e un breve periodo di sottomissione a Francesco Sforza (1435-1444), la città venne annessa allo Stato Pontificio.
Nel 1515 la città venne saccheggiata dagli Spagnoli per dissensi tra i fabrianesi e papa Leone X. In questo periodo emerge la figura del capitano Giovanbattista Zobicco. Si adoperò, addestrando alle armi i giovani, ad organizzare una difesa, affinché la città avesse una valida protezione in caso di necessità.
Nel 1519 mons. Pietro Paolo Venanzi, promosse la spedizione armata contro la ribelle Fabriano. Nonostante il successo militare esterno di Fabriano, incerta rimase la situazione all'interno della città a causa di tumulti, uccisioni e dimissioni. Papa Leone X, temendo che Fabriano diventasse troppo potente, inviò nel fabrianese un commissario speciale per sedare i disordini e preparare la pacificazione delle fazioni diverse. Chiamò poi a Roma Zobicco, pare con promessa di perdono. Forse per un ulteriore comportamento ostile dello Zobicco, questo venne imprigionato e dopo strazianti torture venne decapitato.
Dopo altre lotte interne, si ebbe a Fabriano, il governo del cardinale Giulio de' Medici e nel 1527 si può dire che le discordie fossero terminate. Fu promossa la pace generale e così Fabriano poté di nuovo ritornare a godere di una certa prosperità economica.
I secoli che seguirono (XVII - XVIII) sono da molti definiti di decadenza.
Nel 1728, Fabriano, posta sotto un governatore prelato, fu elevata da papa Benedetto XIII a diocesi con Camerino e a città. Nel 1785 fu da papa Pio VI riconfermata diocesi in unione alla sola Matelica a parità di diritti.
Nel 1798 fu proclamata la Repubblica Romana dal generale Berthier e la città di Fabriano svincolatosi dalla dipendenza papale, ne fece parte, ma per un breve periodo dato che nel 1800, ritornerà sotto il governo restaurato della Chiesa.

### L'Ottocento

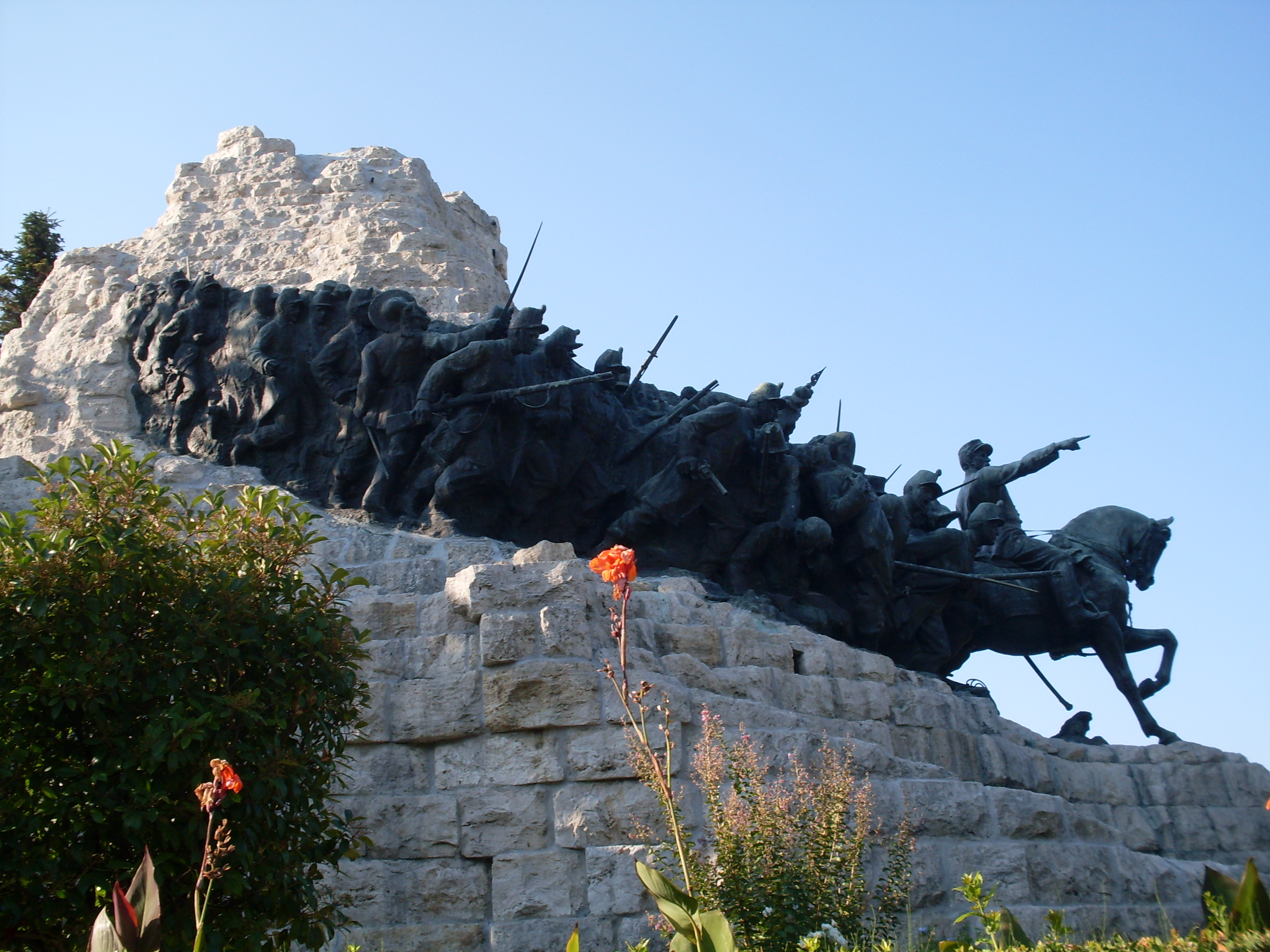
Il Monumento nazionale delle Marche di Castelfidardo rappresentante la truppa guidata dal generale Cialdini.

Ma fu per pochi anni ancora, perché nel 1808 la città fu annessa al Regno italico, assumendo il nome di Capoluogo del IV Distretto sotto il Dipartimento di Macerata. Dopo la parentesi napoleonica periodo nel quale furono soppressi molti ordini religiosi e conventi, la città passò nel 1813 sotto il governo provvisorio di Napoli, guidato da Gioacchino Murat, per poi cadere nel 1814 sotto il dominio austriaco. Nel 1815 ritornò alle dipendenze della Chiesa, che inviò in città un suo governatore civile. Nel 1847 hanno inizio i lavori (ultimati nel 1852) per la costruzione di un teatro, che prenderà il nome di "Camurio".
Il 29 aprile 1866 viene inaugurata la linea ferroviaria Ancona - Foligno prima, e Fabriano - Urbino poi. Intuibile l'influenza che avranno sullo sviluppo delle industrie e il commercio locale. Durante l'ultima guerra mondiale, la linea Fabriano - Urbino fu riattivata fino a Pergola.
Il 14 settembre 1860 entrando per la Porta del Borgo le truppe sabaude, al comando del generale Cialdini, liberarono la città, riunendola (dopo il solenne plebiscito del 4 novembre successivo che registrò 2 354 voti favorevoli contro 2 contrari) al Regno d'Italia sotto Vittorio Emanuele II. Nel 1863 si incendia il teatro Camurio, ma nel 1870 si inizierà la costruzione dell'attuale teatro Gentile, terminato nel 1884 ed inaugurato con l'opera Aida. Il 1874 è la data che segna l'insediamento definitivo dell'Ospedale Civile di Fabriano (poi dedicato a Engles Profili) nell'attuale sito.
Durante l'estate del 1878 il campo già dei Camaldolesi ed Agostinani viene adattato a giardino pubblico.
Nel 1885 si inaugura il tratto ferroviario Albacina - Macerata. Nel 1889, all'Esposizione universale di Parigi, ricordata anche per la realizzazione della Torre Eiffel, le abilità tecniche delle Cartiere Miliani Fabriano, vengono riconosciute con l'assegnazione della medaglia d'oro per l'ottima qualità dei prodotti cartari fabrianesi, esposti in tale evento.

### Il Novecento
Nel 1930 Aristide Merloni inizia, ad Albacina, con una modesta fabbrica di bilance, un'attività che gradualmente si svilupperà fino a diventare un complesso industriale di fama mondiale. Il 1944, durante la seconda guerra mondiale, fu un anno tragico per la città di Fabriano: su essa piovvero ben 55 bombardamenti causando centinaia di morti, altrettanti feriti e gravissimi danni materiali. Nella notte tra il 12 e 13 luglio 1944 i tedeschi abbandonarono la città, ma non completamente il territorio. Alle 10:30 del mattino le strade cittadine sono già attraversate, tra l'acclamazione della gente festante, da autoblinde anglo-statunitensi. Sul balcone del Comune vennero issate le bandiere inglese, statunitense, russa e italiana, a significare l'avvenuta presa di possesso della città. Il 15 luglio 1944 si costituì la prima Giunta comunale con il sindaco Luigi Bennani (PSI).
Il 26 settembre 1997 due terribili scosse di terremoto (7-8 grado della scala Mercalli il primo e 8-9 grado il secondo) si abbattono sulle Marche e sull'Umbria. Segue per lunghissimi mesi uno sciame di scosse sismiche, anche forti. Gravissime le conseguenze. Per limitarci alla zona di Fabriano, oltre ai numerosi danni nei quartieri del centro storico e della periferia, si registra una vittima a causa del crollo parziale della facciata della chiesa dei Santi Biagio e Romualdo. Nel 2007 i danni sono stati quasi completamente riparati: la città ed il suo centro storico medievale sono tornati a brillare di particolare splendore.
La città è stata parzialmente interessata anche dalla sequenza sismica che ha colpito il Centro Italia nel 2016 e 2017 e ha causato danni in alcune aree della città. Grazie ai restauri che seguirono gli eventi del 1997 ed alla maggiore lontananza degli epicentri, tuttavia, gli effetti del sisma soprattutto nel centro storico sono stati più contenuti e la situazione critica del post terremoto si è mostrata, a livello generale, molto più lieve, nonostante il panico ed il caos più che motivati. La città si è infatti dimostrata pronta ad accogliere, negli anni immediatamente successivi, eventi di importanza internazionale come il XIII Annual Meeting delle Città Creative Unesco.

### Onorificenze
Fabriano è tra le città decorate al valor militare per la guerra di liberazione, insignita della medaglia di bronzo al valor militare

## Monumenti e luoghi d'interesse[7]

### Architetture religiose
Cattedrale di San Venanzio

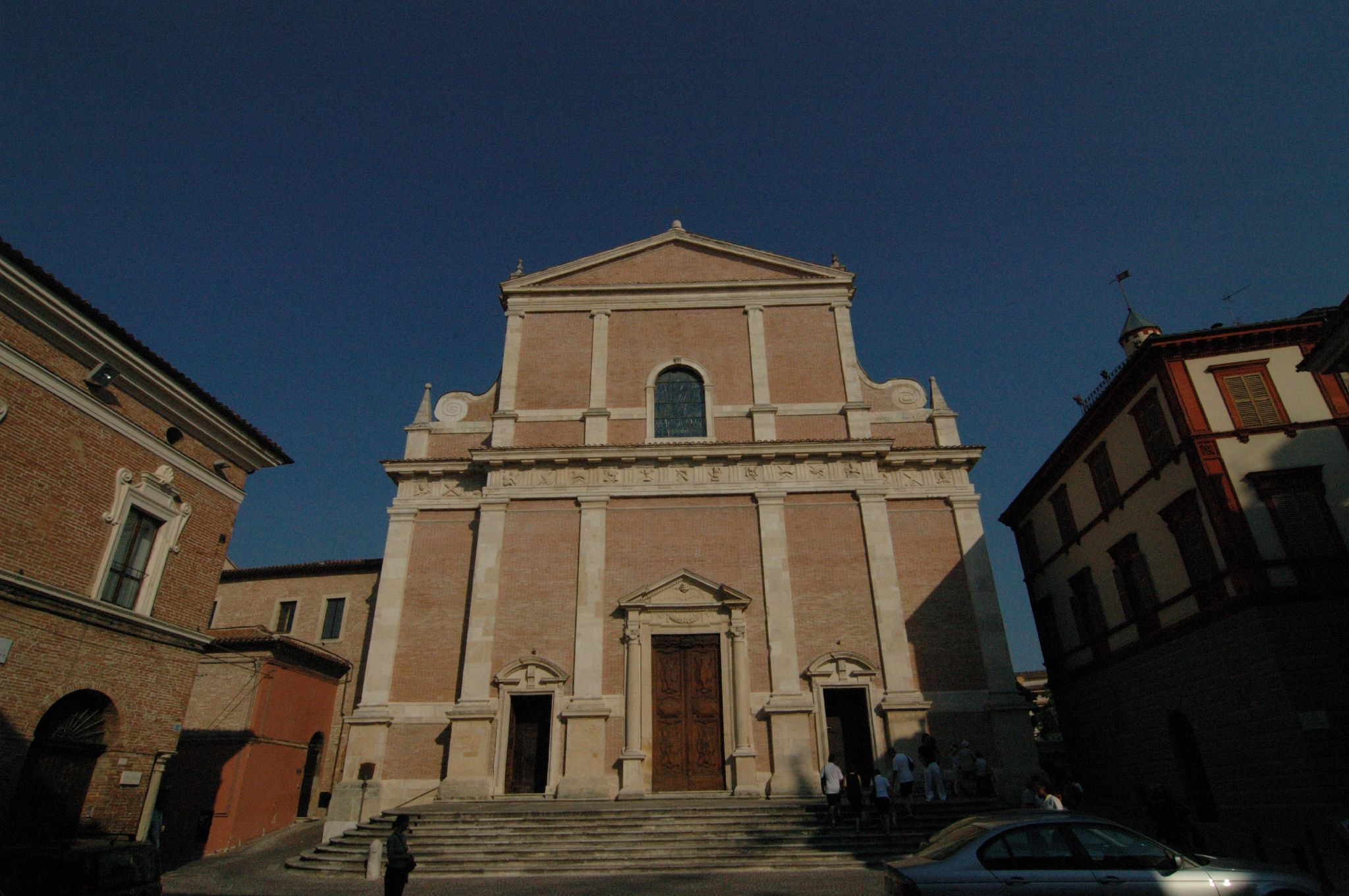
La Cattedrale.

La principale chiesa della città, di origine romanica, venne ampliata nella seconda metà del XIV secolo, poi ricostruita dall'architetto urbinate Muzio Oddi tra il 1607 e il 1617. A questa fase risale la decorazione interna con stucchi del ticinese Francesco Selva. Della fabbrica trecentesca la cattedrale conserva l'abside poligonale, il chiostro e la cappella di San Lorenzo affrescata da Allegretto Nuzi (1360 circa). Altri affreschi di scuola fabrianese del XIV e XV secolo sono visibili in altri ambienti della chiesa: come i resti delle Storie della Croce del folignate Giovanni di Corraduccio (1415-1416). La cattedrale è un museo di dipinti manieristi e barocchi. Tra le opere più importanti ricordiamo le tele di Gregorio Preti, Salvator Rosa, Giovan Francesco Guerrieri, Giuseppe Puglia e altri. Il pittore caravaggesco Orazio Gentileschi è l'autore delle Storie della Passione e della Crocifissione su tela (1620 ca).
Chiesa di Santa Maria del Buon Gesù
Davanti alla Cattedrale si trova questa chiesa, inglobata nell'ex Ospedale omonimo, alla quale si accede dal portico esterno di esso. Nella chiesetta è venerato lo stendardo della Madonna del Buon Gesù, dipinto intorno al 1460 dal Maestro di Staffolo. La chiesa è decorata nella volta da affreschi del fiorentino Andrea Boscoli, realizzati nei primissimi anni del XVII secolo, mentre l'Annunciazione rappresentata in due parti con al centro la finestra a sinistra è forse opera dell'allievo Marcello Gobbi.
Chiesa di Santa Maria del Mercato
La chiesa, oggi non più esistente, custodiva lo Stendardo processionale di Luca Signorelli con la Flagellazione e la Madonna del Latte in gloria, eseguito all'inizio degli anni ottanta del Quattrocento per la Confraternita dei Raccomandati ed oggi nella Pinacoteca di Brera a Milano.
Chiesa dei Santi Biagio e Romualdo

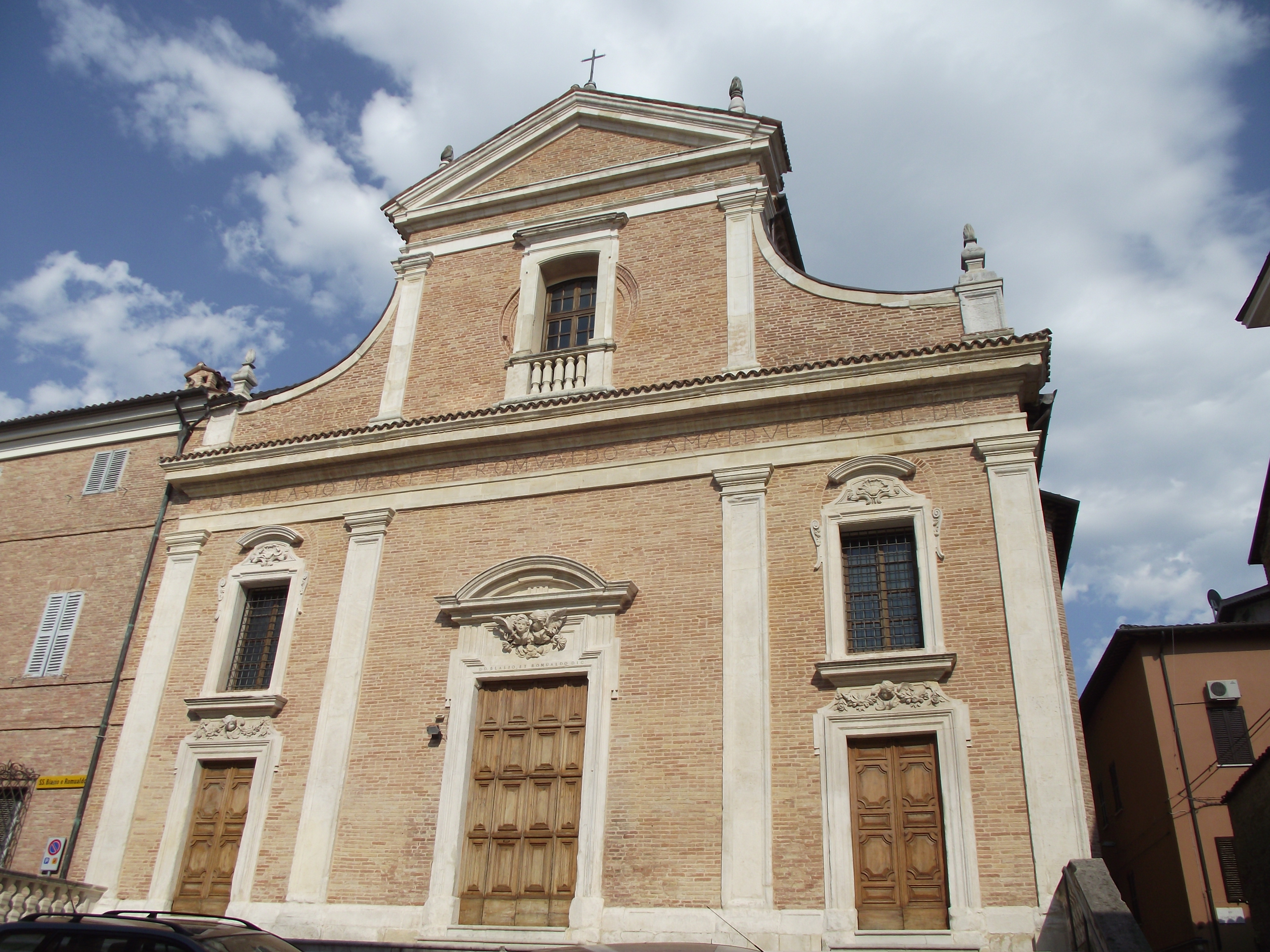
Facciata della Chiesa dei Santi Biagio e Romualdo.

Antica abbaziale benedettina risalente al XIII secolo, venne ampliata nel 1481 quando il corpo del santo titolare fu traslato dall'Abbazia di San Salvatore in Valdicastro e quasi completamente ricostruita dopo il 1741 su progetto di Paolo Soratini da Lonato del Garda. All'interno, esempio di stile tardo barocco, sono conservati gli stalli lignei del coro (1642), una tela con San Romualdo forse opera di Francesco di Gentile del 1481 circa e dipinti di Pasqualino Rossi e l'organo di Gaetano Callido (1791, op. 294). Nella cripta è conservato il sarcofago marmoreo con le reliquie di san Romualdo, fondatore dell'Ordine camaldolese, morto nel territorio comunale, in località Val di Castro (Poggio San Romualdo). Il chiostro è di stile rinascimentale, realizzato nel sec. XVI. La chiesa è stata riaperta al culto dopo i restauri dovuti al sisma del 1997.
Complesso conventuale di San Domenico

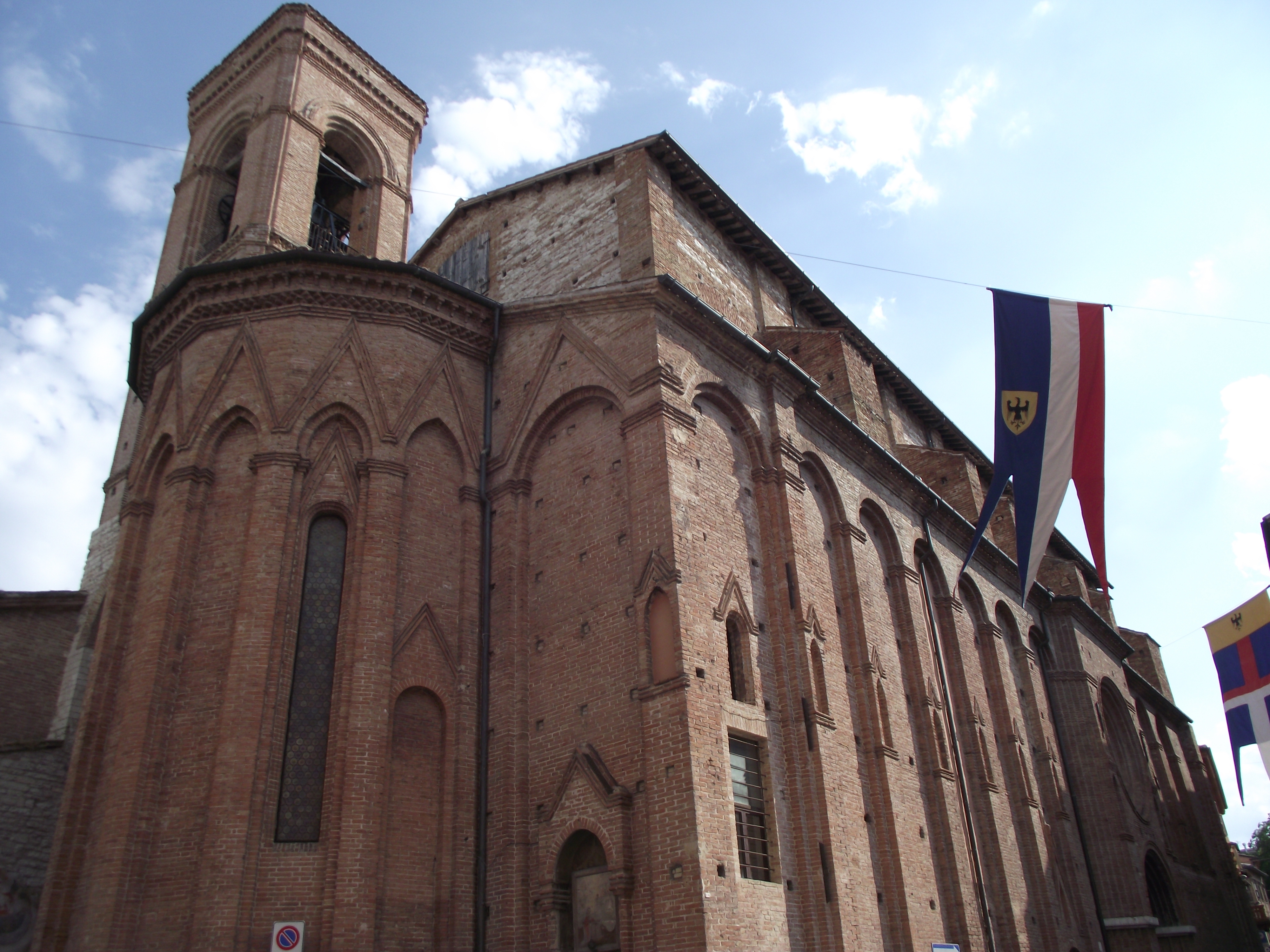
Chiesa di San Domenico

Risale ai secoli XIV-XV. La chiesa di Santa Lucia Novella, ricostruita dopo il terremoto del 1741, della fabbrica gotica (1365 circa) conserva l'architettura esterna, caratterizzata anche da un'abside poligonale, dove si scorge in rilievo lo stemma della famiglia signorile dei Chiavelli. Nelle cappelle gotiche e nella sacrestia si trova una decorazione ad affresco di Allegretto Nuzi e della sua scuola (seconda metà del XIV secolo). Nel convento di San Domenico (Museo della carta e della filigrana) si possono vedere i due chiostri quattrocenteschi e, nell'interno, l'importante decorazione della sala capitolare dipinta intorno al 1480 da Antonio da Fabriano, per la cui iconografia il pittore si è ispirato alla decorazione del convento domenicano di San Marco a Firenze realizzata da Beato Angelico.
Chiesa di San Benedetto

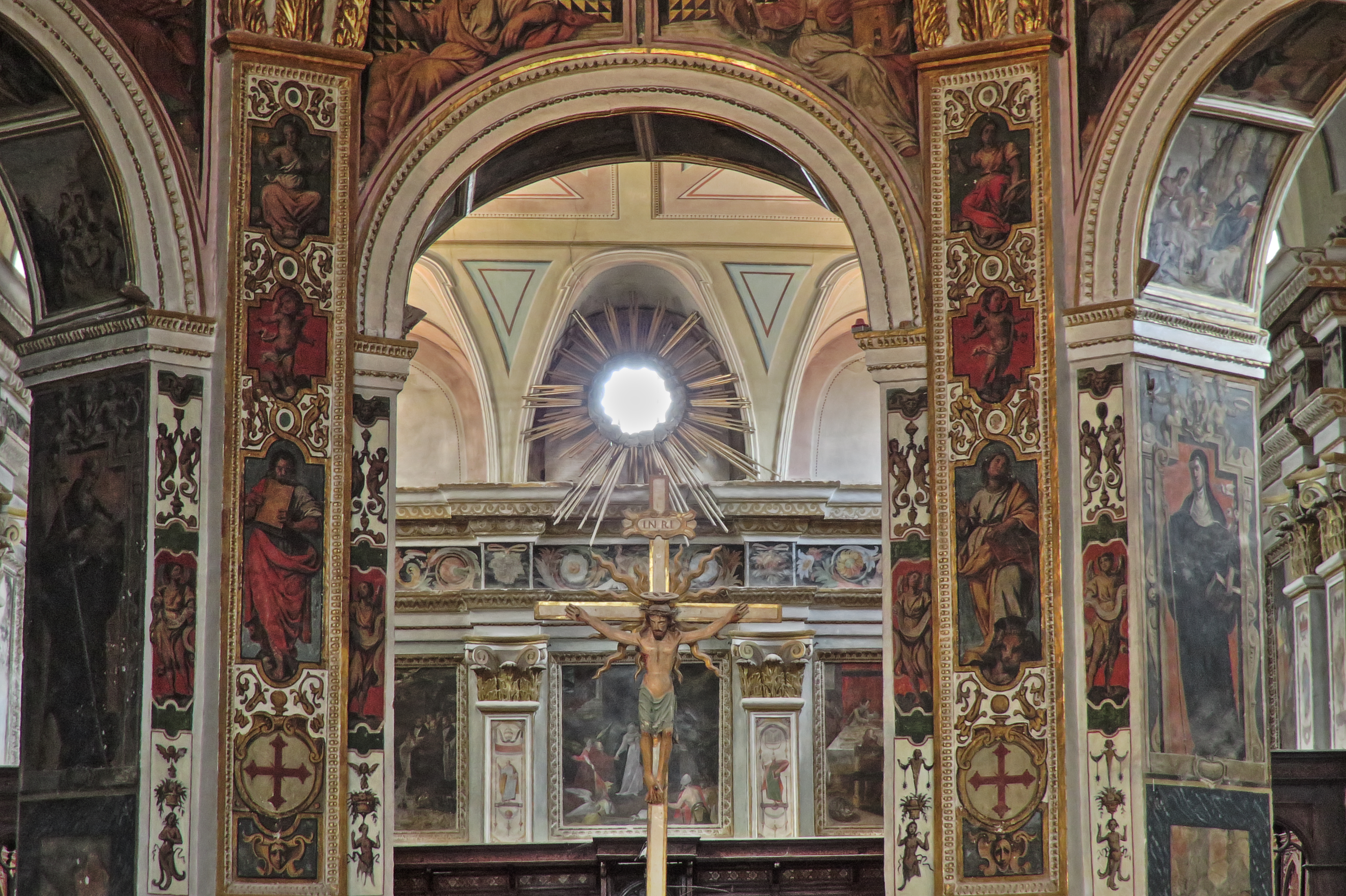
Particolare dell'interno della chiesa di San Benedetto.

Monumento del secolo XIII, la Chiesa di San Benedetto fu ricostruita tra il XVI e il XVII secolo e presenta un interno barocco ampio e luminoso, a navata unica decorata da stucchi e affreschi, è il più grande tempio in Italia dedicato al santo fondatore dell'ordine dopo quello dell'abbazia di Montecassino. Fondata da San Silvestro Guzzolini nel 1244 e ampliata nel 1290, fu ricostruita alla fine del Cinquecento. Elementi dell'edificio gotico sono murati sul fianco della chiesa. La facciata in cotto, incompiuta, è del 1764. All'interno si conservano le spoglie del beato Giovanni del Bastone nonché una scultura in pietra di Martino da Cingoli (fine sec. XIII) raffigurante il beato. Gli stalli lignei del coro, in origine in cattedrale, sono una testimonianza d'intaglio fiorentino di epoca tardogotica. Le testimonianze figurative databili tra Cinquecento e Settecento con opere di Simone de Magistris, Orazio Gentileschi, Pasqualino Rossi, Giacinto Brandi, Francesco Vanni e altri.
Collegiata di San Nicolò

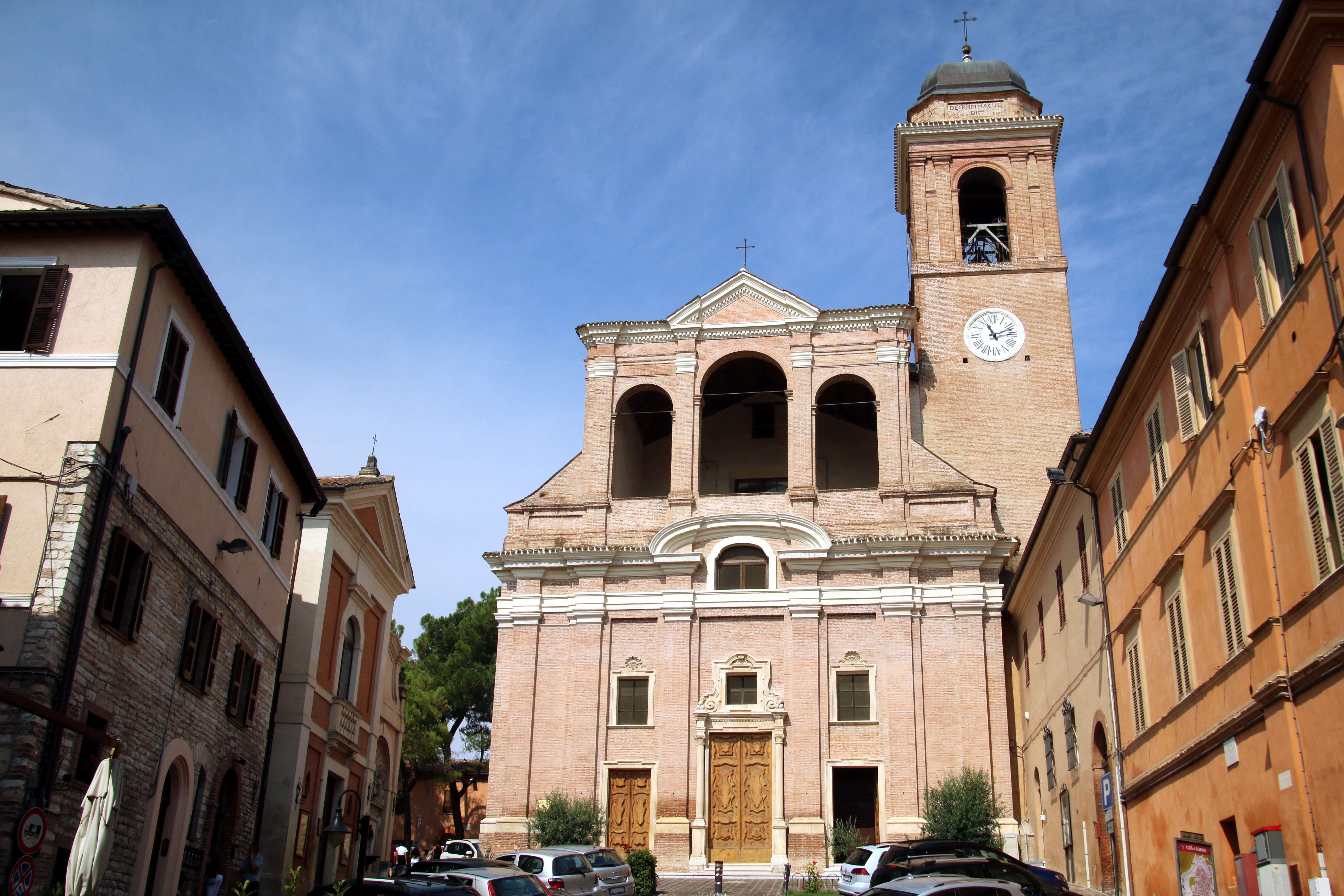
La Chiesa di San Nicolò.

Fondata dai Benedettini nella seconda metà del secolo XII, la chiesa e il convento furono distrutti nel 1266 da un terremoto. I nuovi edifici conventuali e la chiesa furono completati all'inizio del Trecento grazie ad Alberghetto I Chiavelli. La chiesa, elevata a collegiata fu ricostruita una seconda volta a partire dal 1630 su disegno del pisano Michele Buti. La facciata è in laterizio, con loggia superiore a tre archi. Della chiesa medievale è visibile un affresco di Francescuccio di Cecco Ghissi (seconda metà del XIV secolo) e l'importante scultura lignea trecentesca raffigurante San Nicola di Bari, eseguita dal Maestro dei Magi di Fabriano. Insieme alla cattedrale, la chiesa contiene una collezione di tele manieriste e barocche: dipinti di Filippo Bellini (fine sec. XVI), Giuseppe Bastiani (Madonna del Carmine e Anime purganti) del 1600 circa, Andrea Sacchi (sec. XVII), Giacinto Brandi (sec. XVII) e il San Michele Arcangelo, opera del Guercino.
Oratorio del Gonfalone

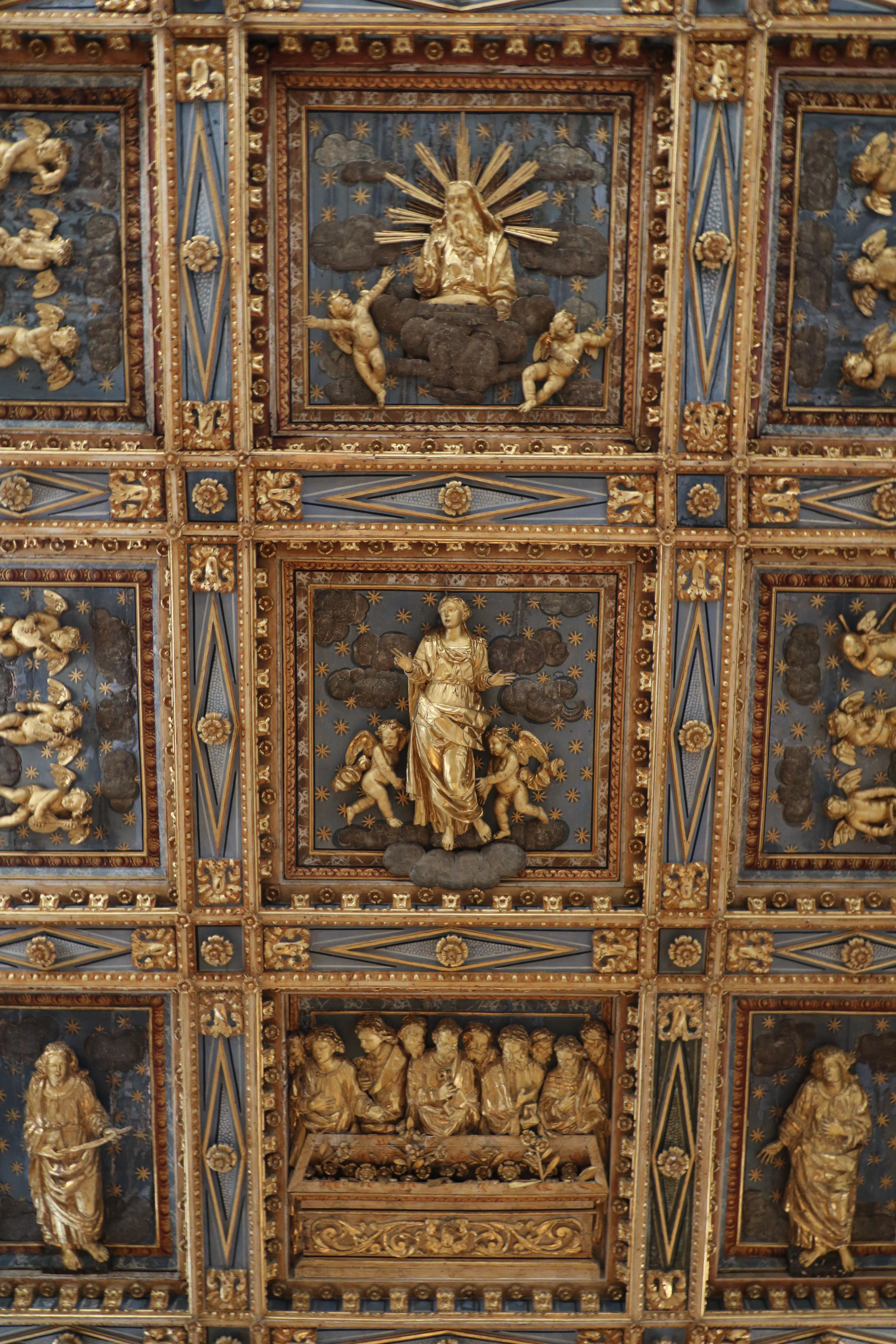
Soffitto dell'Oratorio del Gonfalone.

L'Oratorio fu costruito tra 1610 e 1636 dalla Compagnia del Gonfalone per sopperire ai bisogni di spazio di un sodalizio notevolmente accresciuto specialmente nella seconda metà del Cinquecento. L'interno presenta un soffitto a cassettoni, intagliato e decorato in oro zecchino agli inizi del Seicento da Leonardo Scaglia, scultore francese lungamente attivo a Roma. Alle pareti il ciclo di tele dedicato alla vita della Vergine è opera di Francesco Bastari (inizio XVII secolo). All'altare maggiore è una tela di Antonio Viviani raffigurante l'Annunciazione, in origine commissionata dalla Compagnia del Gonfalone per la propria cappella in San Benedetto. Il dipinto fu eseguito nell'anno 1600, dopo il 1636 trasferito nell'oratorio, e nel 1653 gli fu aggiunta la fastosa cornice, opera di Scipione da Matelica e indorata da Mattia Bordone e Giambattista Nocenzi.
Oratorio della Carità
L'oratorio fu fondato dalla confraternita omonima nel 1573 ma fu costruito realmente tra 1587 e 1597, anno in cui, completata l'edificazione, fu iniziata la decorazione, della quale fu incaricato il pittore urbinate Filippo Bellini. L'artista eseguì un ciclo affrescato, terminato nel 1602, raffigurante le Opere di misericordia spirituale e corporale raccontate attraverso episodi del Vecchio e del Nuovo Testamento incorniciate in cornici di stucco dorato opera di Pietro Ricci da Sant'Arcangelo. Per l'altare lo stesso pittore fornì la pala con la Deposizione dalla Croce, affiancata da due piccoli dipinti con l'Annunciazione e l'Assunzione della Vergine. L'oratorio venne restaurato e riaperto al pubblico dopo il sisma del 1997, previa liberazione dalle scaffalature dei documenti e libri dell'archivio comunale che ne occupavano tutto lo spazio interno. Il portale gotico in pietra proviene dall'ex monastero di Sant'Antonio fuori le mura.
Chiesa di Sant'Onofrio o Scala Santa
L'edificio religioso è stato costruito nel 1407 e riedificato nel 1727. Vi si trovano delle opere lignee, tra cui un Crocifisso di fine Trecento di scuola tedesca, un Ecce Homo quattrocentesco ed un affresco del secolo XV del Maestro di Staffolo con il Beato Giovanni da Capestrano, morto nel 1456. La chiesa è molto cara alla devozione perché vi si conservano frammenti della Scala santa di Roma.
Chiesa di Sant'Agostino

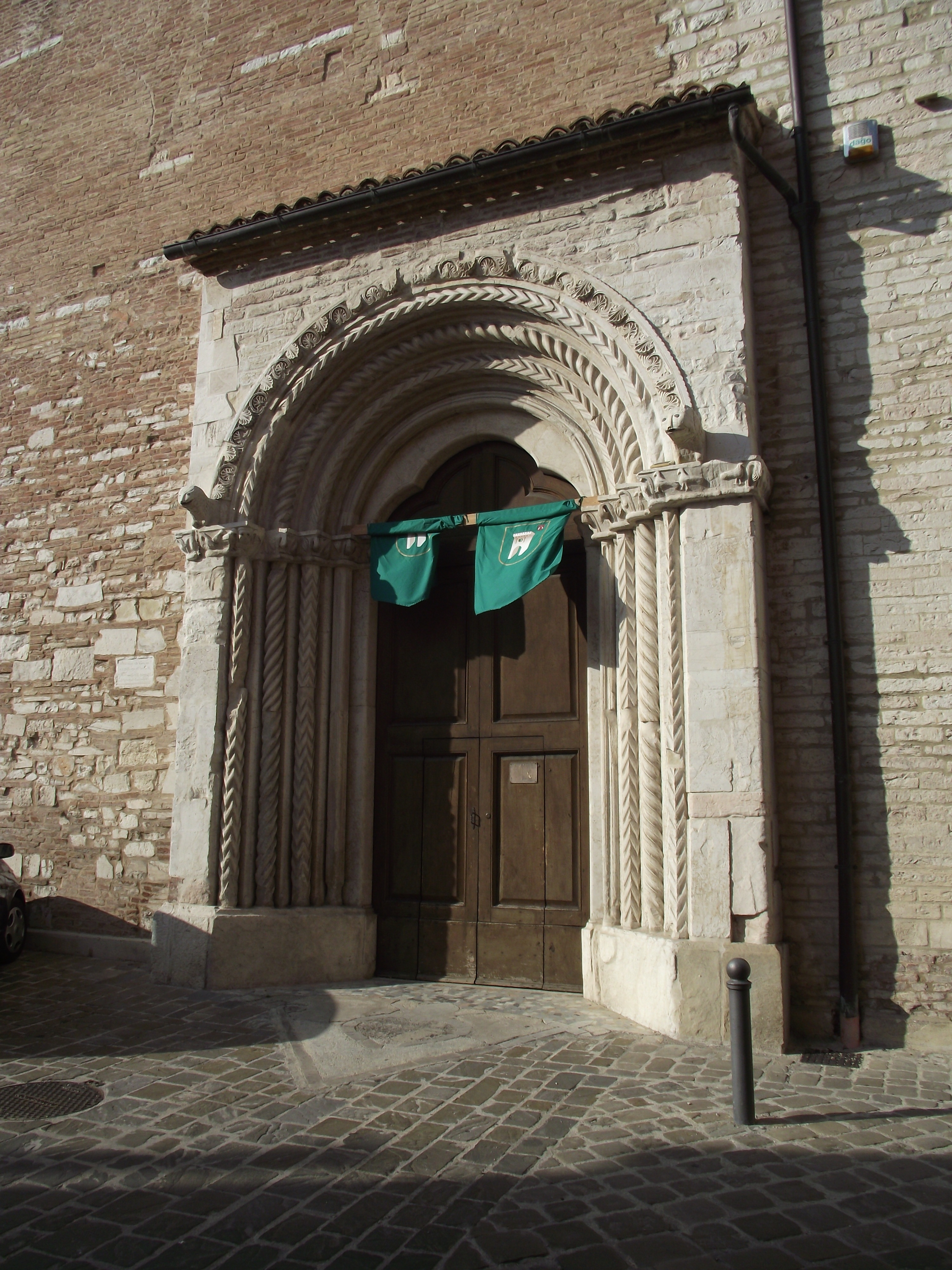
Portale di Sant'Agostino, XIII secolo

Della fabbrica tardo-duecentesca della Chiesa di Sant'Agostino, oltre all'architettura esterna e al portale si conservano le due cappelle gotiche interamente affrescate agli inizi del XIV secolo dal Maestro di Sant'Emiliano, pittore di scuola giottesca riminese. Nel chiostro si trova l'oratorio dei Beati Becchetti, che conserva un Lignum Vitae dipinto dall'importante pittore tardogotico Lorenzo Salimbeni da San Severino Marche (inizi XV secolo). La chiesa fu ricostruita nel 1678.
Chiesa di San Filippo
Edificata nel 1313, fu ricostruita nel 1628 e nel 1741. Anticamente dedicata ai santi Giuseppe e Francesco, dal 1628 oratorio di San Filippo Neri, si presenta nell'attuale veste concepita da Pietro Maria Loni da Lugano. Conserva all'interno tele di Sebastiano Conca (1676-1764), Giovanni Loreti (1686-1760), Giovanni Marchesi (1699-1771). Nella sagrestia affreschi del fabrianese Giuseppe Malatesta (1650-1719) e figli.
Chiesa del Sacro Cuore
Edificata nel 1710 e ricostruita nel 1741, è un esempio di decorazione rococò, a pianta centrale con lanterna, disegno del trapanese Francesco Nicoletti, già sede dei gesuiti con l'annesso ex collegio, restaurata all'inizio del secolo XX con ridipinture a finto marmo e riaperta al culto dopo aver subito un'opera di ristrutturazione dovuta ai gravi danni subiti a causa del sisma del 1997.
Chiesa di Santa Maria Maddalena
Antico ospedale trecentesco, la Chiesa di Santa Maria Maddalena, ricostruita nel 1858, conserva affreschi del Maestro di Campodonico, interprete della lezione di Giotto, di Allegretto Nuzi e la Maddalena penitente di Orazio Gentileschi.
Edicola Chiesa Santa Maria del Piangato
Affresco raffigurante la Vergine col Bambino circondata da angeli di Ottaviano Nelli (1405 circa), restaurato nel 1993, già facente parte dell'omonima chiesa soppressa che si trovava in loco.
Chiesa della Madonna delle Grazie
Vicino al ponte del Salnitro, accanto alle Conce di Fabriano, era stata collocata dai fedeli, sul muro esterno di un magazzino in una Maestà, un'immagine della Vergine Maria, che tiene Gesù Bambino in braccio. Il mattino di mercoledì 13 luglio 1796, una mamma con la sua bambina, fermandosi a pregare di fronte al quadretto, chiesero una grazia alla Madonna. La Vergine santa, per dimostrare di aver accolto la loro supplica, mosse prodigiosamente gli occhi, e per più volte nell’arco della giornata. In un battibaleno il miracolo venne alla conoscenza dei fabrianesi, che a frotte accorsero per pregare, ma anche per curiosare. Nel 1797 il magazzino fu trasformato in chiesetta per accogliere l’Immagine della Madonna. I cittadini chiamano il luogo e l'Immagine della Vergine con il titolo popolare di "Madonnetta delle Grazie".
Chiesa di Santa Caterina
Situata a Castelvecchio, dove sorgeva l'antichissima chiesa di San Giorgio, è officiata dai padri minori conventuali. In essa ebbero sepoltura Guido e Chiavello Chiavelli signori di Fabriano (secoli XIV-XV). All'interno è una tela con il Martirio di Santa Caterina di Girolamo Buratti, collocabile nel quinto decennio del Seicento, e alcune opere di Giuseppe Cades (Roma 1750-1799) provenienti dalla chiesa di San Francesco non più esistente. All'interno dell'ex-monastero il chiostro, in laterizio, edificato probabilmente nel 1473, data scolpita nello stemma degli Olivetani situato sul fianco destro della chiesa.
Monastero di San Luca delle Benedettine
Fondato nel medioevo e documentato dal 1337, il monastero fu ubicato nell'attuale collocazione nel 1408. La chiesa fu ristrutturata all'inizio del Seicento, epoca al quale risale l'intervento pittorico di Andrea Boscoli. Il pittore eseguì una tela con la Madonna col Bambino e i Santi Luca e Placido, firmata e datata 1600, a pendant con una Annunciazione.
Monastero di San Bartolomeo e San Romualdo
Il monastero è di origine camaldolese, avendo avuto origine, secondo le fonti storiche, da un eremitaggio di seguaci di San Romualdo già esistente nel XIII secolo. Poco dopo l'eremitaggio venne trasformato in monastero per i monaci di Valdicastro e probabilmente in questo periodo si procedette alla costruzione del complesso conventuale. Il monastero, talvolta menzionato come Ospizio, fu posto a partire dal 1253 sotto la protezione della Santa Sede, pur restando sotto la giurisdizione dei monaci di Valdicastro. Alcune parti risalenti a quest'epoca sono oggi visibili solo nel chiostro e nel piano terreno dell'ala verso l'orto. L`edificio venne acquistato nel 1406 dalla famiglia Chiavelli che lo donò alle monache benedettine le quali lo tennero fino alle soppressioni napoleoniche. Spetta a loro la ristrutturazione settecentesca della chiesa, nella quale è una tela di Domiziano Domiziani con la Crocifissione.
Monastero di San Silvestro Abate in Montefano
Un Eremo presso la sorgente fonte Vembrici al di sotto del Monte Fano venne fondato da San Silvestro Guzzolini nel 1231 come sede del nuovo ordine monastico da lui costituito, in seguito denominato Congregazione Silvestrina. Nel 1390 i monaci si trasferirono, per motivi di sicurezza, nel Monastero di San Benedetto entro le mura di Fabriano appositamente costruito. Quasi del tutto abbandonato, il cenobio fu restaurato alla metà del 1400, ma i più importanti interventi si ebbero tra il XVII e XVIII secolo, che portarono alla fisionomia attuale del complesso, non considerando l’edificio innalzato sopra il monastero, degli anni Cinquanta del secolo scorso. La chiesa superiore, a navata unica con transetto e cupola, conserva nel coro una Madonna che porge la comunione a san Silvestro di Claudio Ridolfi (1644), mentre la chiesa inferiore, edificata nel XIII secolo, conserva i caratteri medievali. Il chiostro è ornato da ventiquattro lunette rappresentanti episodi della vita di San Silvestro abate, opera di Antonio Ungarini di Fabriano (1771). Nel monastero è custodita una tela con le Stimmate di San Francesco dipinta da Cristoforo Roncalli nel 1612-15 circa per l'altare di San Francesco della distrutta chiesa di Sant'Agostino ad Ancona.

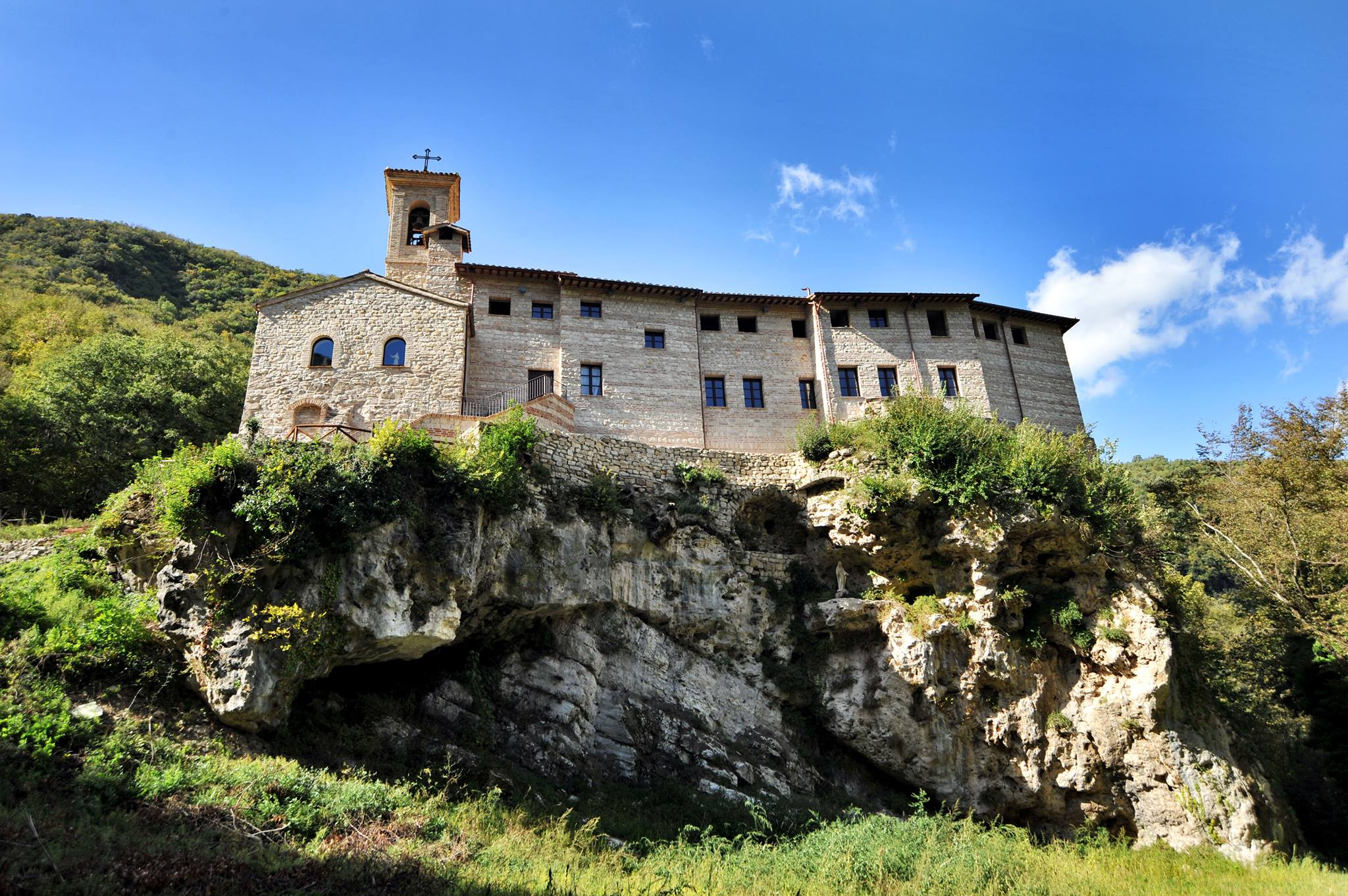
Eremo di Valdisasso
Sorge presso la frazione Valleremita. È un antico eremo ove soggiornò San Francesco d'Assisi nel 1210 e nel 1215.
Eremo di Grottafucile
Sorge presso la frazione Castelletta.
Eremo di San Verecondo
Sorge presso la frazione Paterno.
Abbazia di San Cassiano in Valbagnola
Sorge presso la frazione San Cassiano.
Abbazia di Santa Maria dell'Appennino
Sorge presso la frazione Cancelli.
Abbazia di San Biagio in Caprile
Sorge presso la frazione Campodonico.
Abbazia di San Salvatore in Valdicastro
Sorge presso la frazione Poggio San Romualdo.

### Architetture civili
Palazzo del Podestà

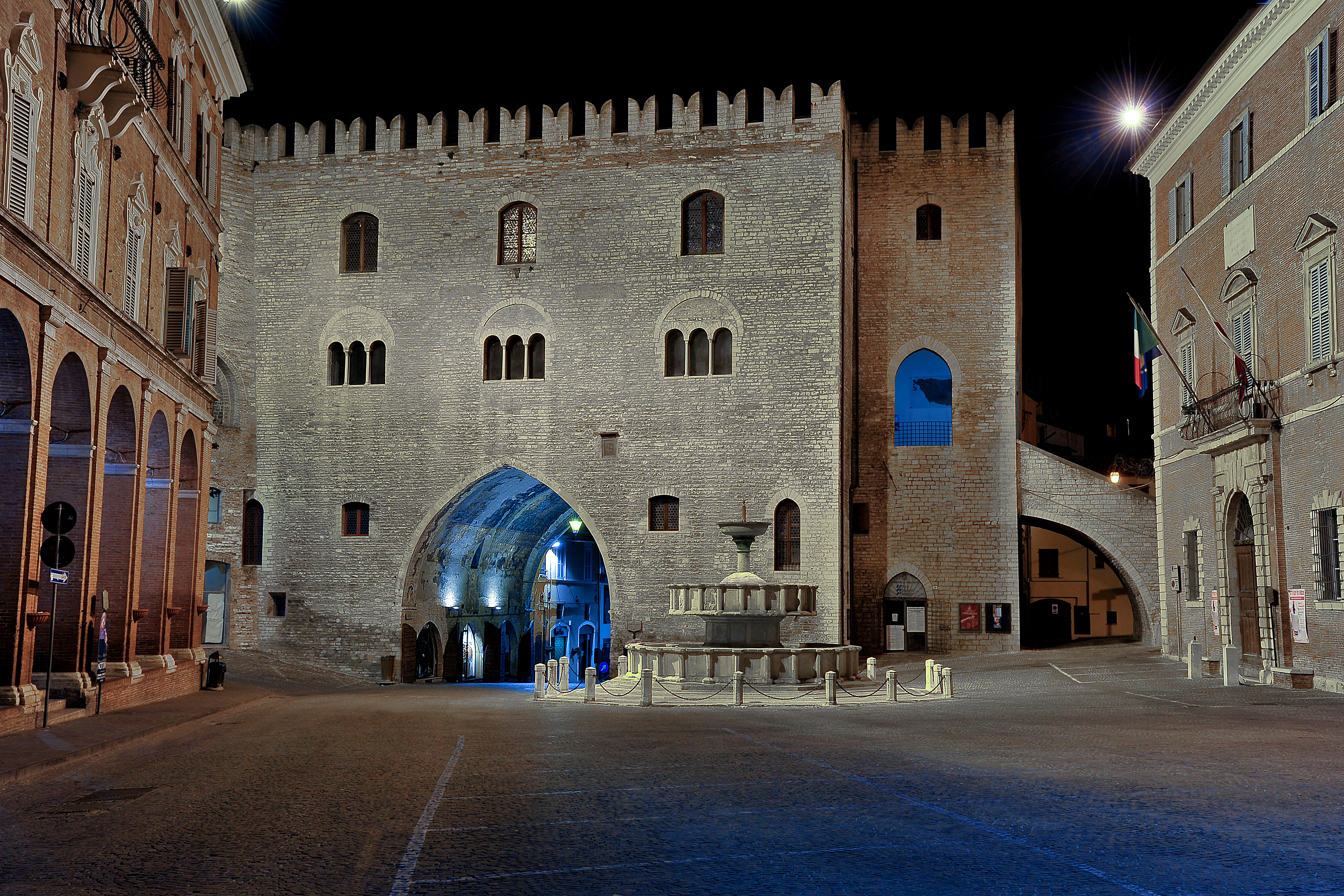
Palazzo del Podestà.

Sorge sul lato nord-ovest della Piazza del Comune, dominandola con la sua mole. Tipico edificio pubblico medievale, peculiare per la tipologia a ponte, venne eretto nel 1255, interamente in pietra bianca di Vallemontagnana.
Palazzo del Comune

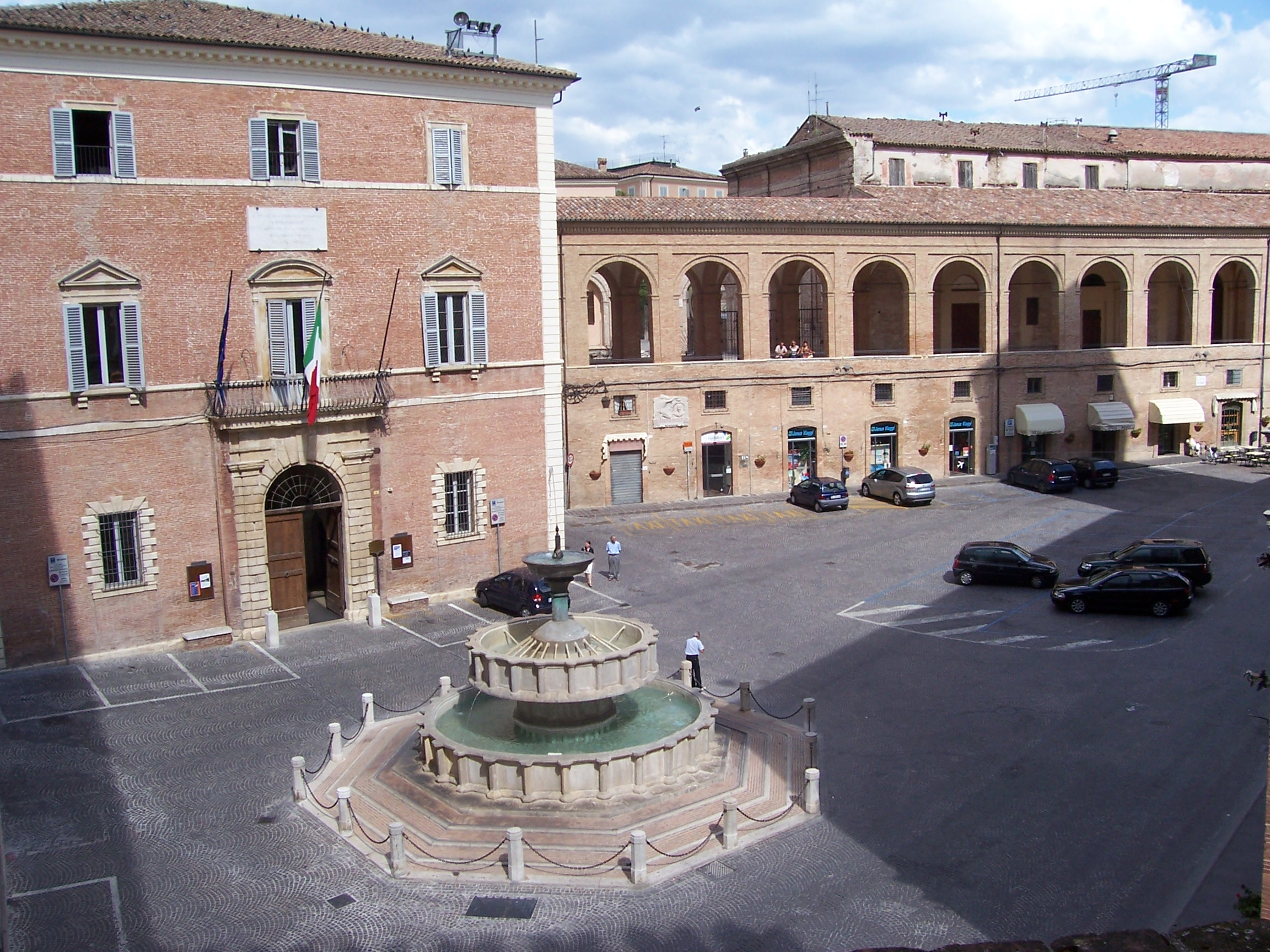
Il Palazzo del Comune e il Loggiato di San Francesco.

Sorge sul lato nord-est della Piazza del Comune, accanto al precedente, risalente al 1350 circa, ma venne ricostruito nel 1690, corrisponde all'antica dimora dei Chiavelli, signori della città fino al 1435. Conserva l'androne voltato a crociera del XIV secolo e, nel cortile, il lapidarium con epigrafi e cippi provenienti dai municipi romani di Attidium (Attiggio), Tuficum (Borgo Tufico) e Sentinum (Sassoferrato). 
Dal suo cortile interno è l'ingresso al Teatro Gentile da Fabriano, del 1869.
Palazzo Vescovile
Sorge sul lato sud-ovest della Piazza del Comune, sotto il piccolo colle su cui sorge la Cattedrale. Venne eretto come Palazzo dei Priori ma fu poi ricostruito tra 1546 e 1549 a seguito del crollo della adiacente Torre Civica. Il palazzo diventò vescovile nel 1742 e a quell'epoca risale il suo aspetto attuale.
Fontana Sturinalto

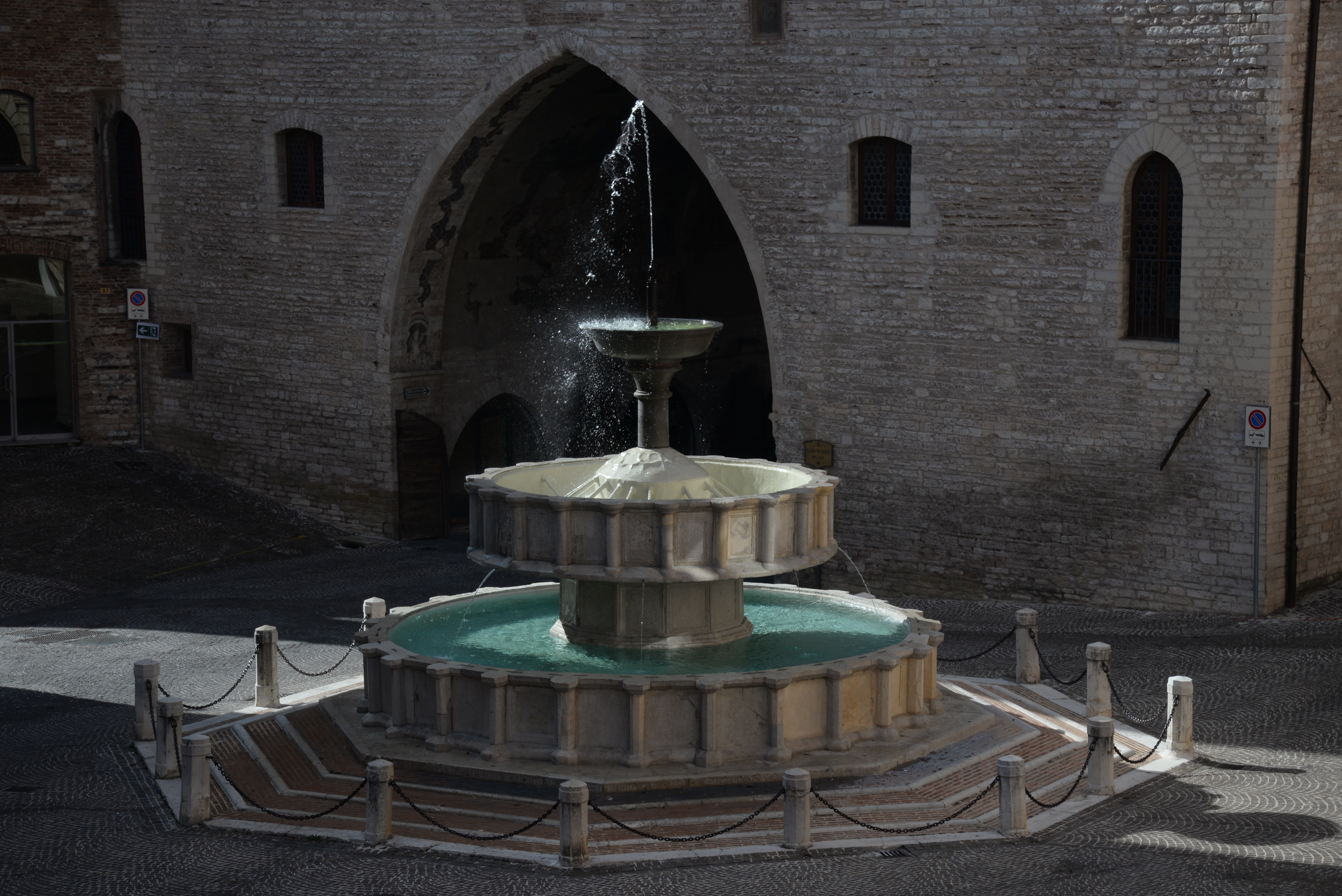
La Fontana Sturinalto.

Sorge al centro della piazza del Comune e venne realizzata nel 1285 su volere del Comune che la commissionò a Jacopo di Grondolo. Ispirata alla Fontana Maggiore di Perugia.
Loggiato di San Francesco
Sorge sul lato orientale della Piazza del Comune e venne edificato alla metà del Quattrocento su progetto dell'architetto rinascimentale Bernardo Rossellino, giunto a Fabriano nel 1450 insieme a papa Niccolò V ed alla sua corte. Il loggiato fu pensato per collegare la chiesa di San Francesco (edificata nel 1292 e demolita nel 1864) alla piazza del comune. Fu prolungato alla fine del Seicento, con l'aggiunta di sette arcate alle primitive dodici e nel 1790 fu collegato al contiguo Palazzo Comunale. Fu aperto al pubblico godimento dal 1818.
Ospedale di Santa Maria del Buon Gesù

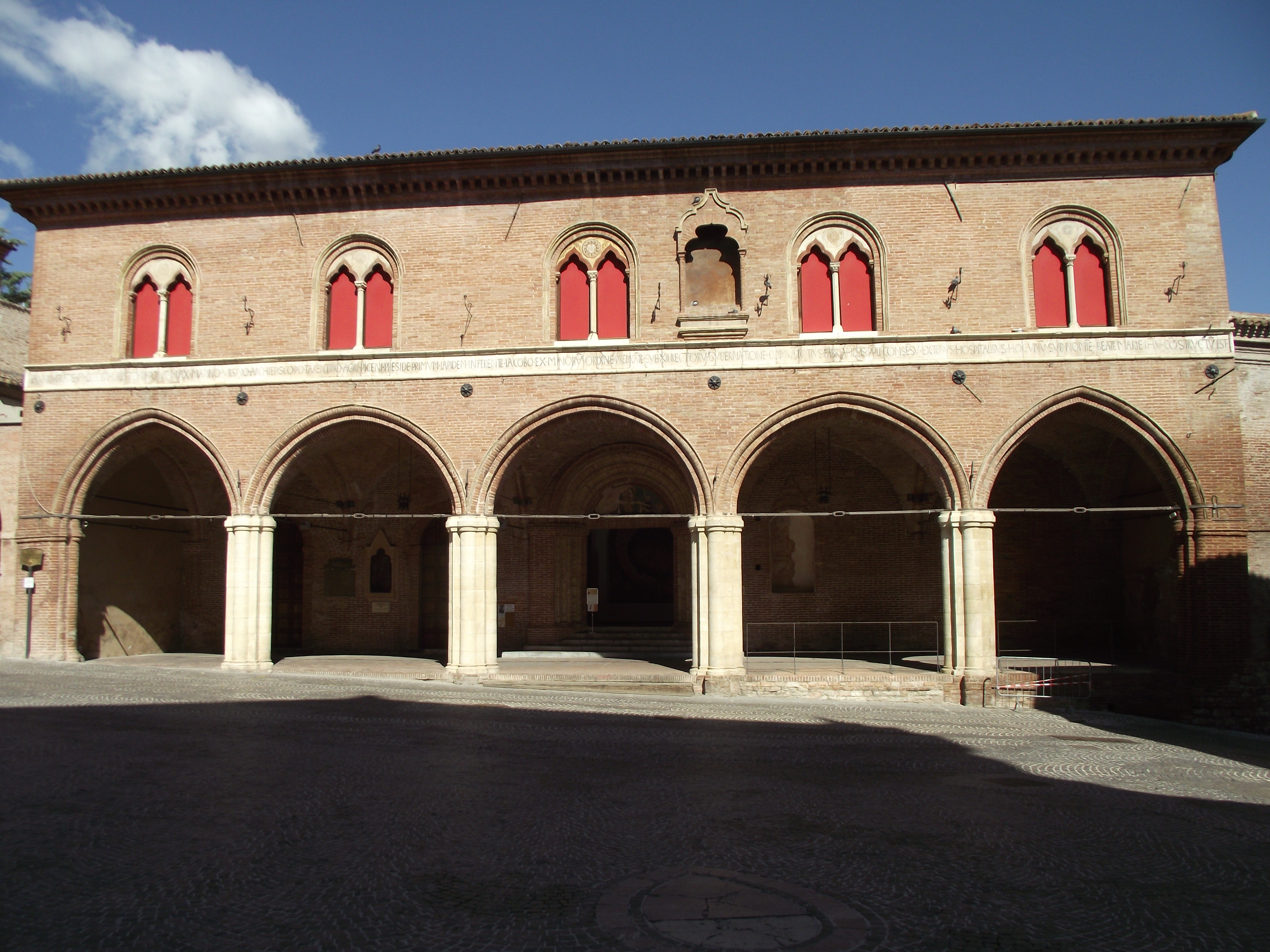
L'ex Ospedale di Santa Maria del Buon Gesù.

Sorge di fronte alla Cattedrale e venne fondato da San Giacomo della Marca nel 1456 per riunirvi gli ospedali cittadini, è un notevole esempio di architettura tardogotica, con chiostro interno, oggi sede della Pinacoteca Civica Bruno Molajoli.
Portico dei Vasari
Sorge nell'antica piazza del Mercato, centro economico della città nel Medioevo, oggi piazza Garibaldi. Faceva parte di un antico ospedale trecentesco, che conserva in facciata emblemi in pietra dell'arte dei calzolai e un affresco di un allievo di Allegretto Nuzi databile all'ultimo quarto del Trecento.

### Architetture militari
Castello di Precicchie
Si erge fuori città, presso la località omonima ed appare arroccato sulla cima di un'altura a mt. 535 s.l.m. Già feudo dei conti Attone poi caduto sotto il dominio dei Rovellone, risale al XII secolo. Conteso nel Medioevo fra le città di Fabriano e Jesi, conserva un nucleo medievale fortificato, caratterizzato da massicce mura con finestre e feritoie, stradine in forte pendio lungo le quali si trovano porte ad arco ogivale e, nei piani inferiori del castello, le antiche strutture difensive.

### Vie e Piazze
Piazza del Comune

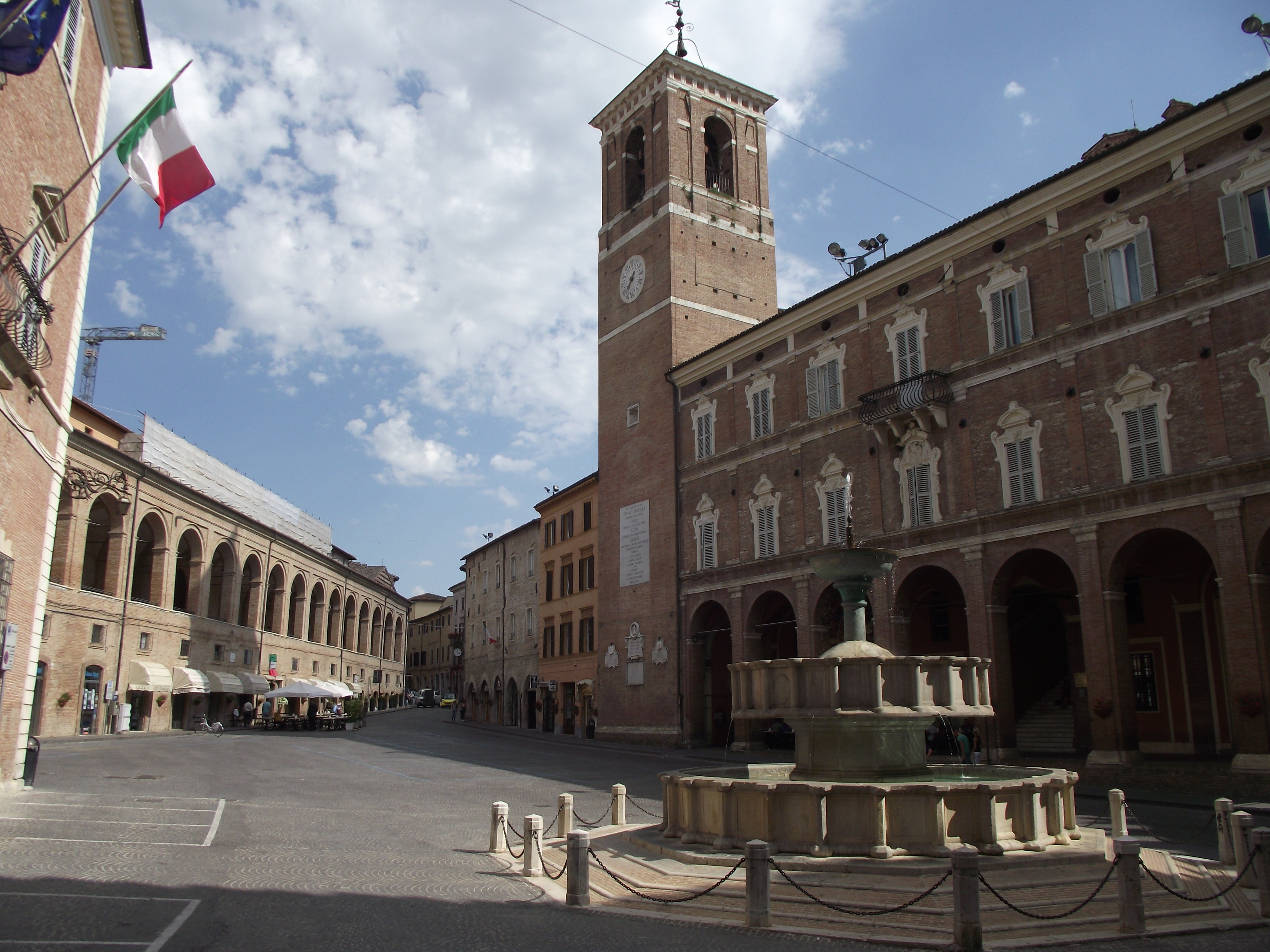
Piazza del Comune.

Da sempre centro della vita cittadina, vi si affacciano le principali architetture civili della città. Detta anticamente "Platea Magna", è il centro politico e civile della città fin dalle sue origine. Presenta un'insolita forma triangolare e contornata da insigni monumenti che vanno dall'epoca medievale al periodo barocco e rococò.
Piazza Garibaldi
Anticamente denominata piazza del Mercato, era il centro economico della città nel Medioevo. Parte del lato sud-orientale è chiuso dal trecentesco Portico dei Vasari. Di fronte è visibile la Fontana della piazza, della seconda metà del XV secolo.

### Siti archeologici
Area archeologica di Attidium
La città romana di Attidium doveva svilupparsi nell'area circostante la chiesa di San Giovanni Battista nella frazione di Attiggio, dove è ancora visibile un impianto termale riportato alla luce dalla soprintendenza ai beni archeologici delle Marche tra il 1989 e il 1993, appartenente ad una villa o ad una domus risalente al II sec. d.C. L'area archeologica conserva diversi ambienti di cui alcuni mosaicati, un calidarium, un corridoio affrescato ed una vasca rivestita in lastre marmoree. Nelle vicinanze, fu effettuato un altro rinvenimento importante nel 1922, quando venne scavato un edificio quadrangolare, verosimilmente l'atrio o il vestibolo di un complesso edilizio con probabile funzione pubblica: all'interno fu infatti rinvenuta un'epigrafe, oggi murata nell'atrio di palazzo Chiavelli a Fabriano, che secondo gli studi più recenti riporta una dedica all'imperatore Adriano. Sempre in quegli anni furono individuati alcuni tratti di strade basolate che formavano un tracciato ortogonale: negli anni sessanta in occasione dei lavori per la costruzione della nuova chiesa parrocchiale, vennero scavate alcune sepolture, databili tra II e IV d.C., e successivamente alcune strutture murarie.
L'area archeologica è tuttora oggetto di indagine da parte dell'Università degli Studi di Perugia.

### Aree naturali
- L'Aula Verde di Valleremita. L'area situata a sud-ovest di Fabriano, compresa nel bacino montano dell'Esino, si presenta ricca di biotipi naturali ancora ben conservati e rappresentativi dell'ambiente del medio Appennino centrale. Il sentiero dell'aula verde si snoda all'interno della valle di Valleremita che si sviluppa tra i versanti sud-est del monte Rogedano (917 m) e nord-ovest del monte Puro (1155 m), facente parte della dorsale umbro-marchigiana. La dorsale umbro-marchigiana sulla quale si sviluppa la valle di Valleremita è prevalentemente costituita da terreni mesozoici a base per lo più calcarea e comprende anche limitate aree collinari con terreni marnosi miocenici.
- Monte Cucco. All'estremità nord-occidentale del territorio comunale di Fabriano, confinante con la sua frazione di Rucce, è situata la frazione di Piaggiasecca (in territorio di Sassoferrato). Già meta di escursionisti fin dagli anni trenta del XX secolo[27] la frazione è luogo di passaggio obbligato per gli escursionisti del monte Cucco (situato in territorio di Costacciaro, Umbria) attraverso il Passo Porraia, dal quale si accede anche alla Valle delle Prigioni e alla Forra di Rio Freddo. In bici è possibile percorrere agevolmente il sentiero che porta a Val di Ranco.

#### I boschi

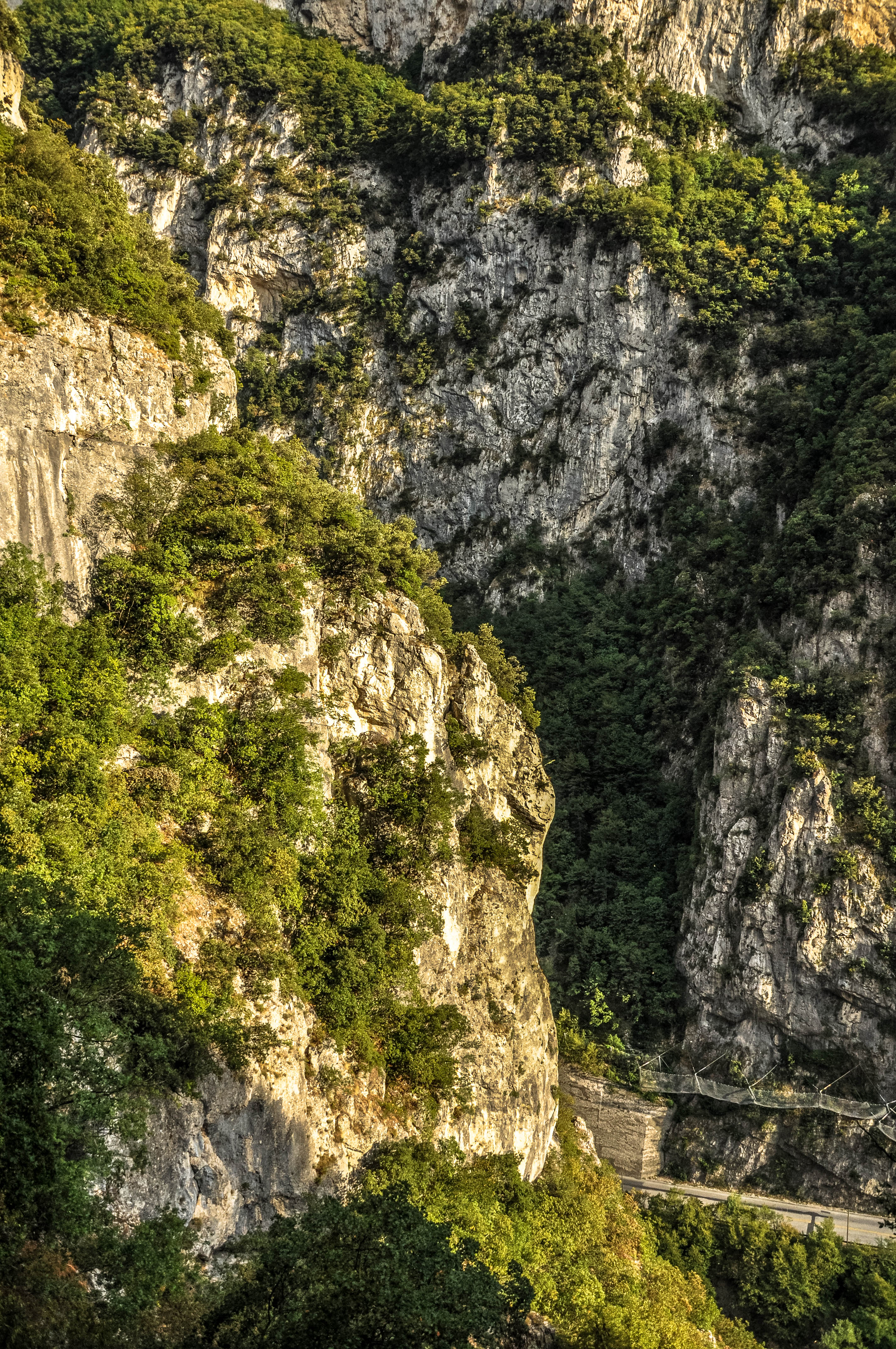
Nell'Oasi WWF Bosco di Frasassi.

La zona è molto ricca di boschi di latifoglie caducifoglie che si presentano in composizioni floristiche diverse, in particolare si segnala il Bosco di Frasassi, un'oasi in gestione al WWF ricompresa in un sito di interesse comunitario (SIC IT5320003) e in una zona di protezione speciale (ZPS IT5320017).
Al centro della valle si sviluppa un bosco di faggio, acero riccio e acero di monte.
Sui versanti della valle e al di sopra della Faggeta sono presenti boschi per lo più costituiti da carpino nero, orniello, acero napoletano e roverella. Questo tipo di bosco è arricchito anche dalla presenza dell'unica specie arborea sempreverde diffusa spontaneamente nell'area: il leccio.
La distribuzione delle diverse specie viventi sul territorio è condizionata dall'azione di alcuni fattori ecologici, capaci di influire direttamente sugli organismi almeno in una fase della loro vita. Essi si distinguono in abiotici (clima, luce, temperatura, terreno) e biotici dovuti all'attività degli organismi (rapporti di predazione, parassitismo, competizione). A Valleremita la distribuzione della vegetazione risente essenzialmente dell'azione delle caratteristiche climatiche: la stretta configurazione della valle impedisce infatti il soleggiamento della parte più interna, dove il clima rimane umido e fresco, consentendo lo sviluppo di boschi di Faggio a quote di gran lunga inferiori alla normale fascia altimetrica da essi generalmente occupata. Dove il soleggiamento è maggiore si distribuiscono gli orno-ostrieti. La situazione della vegetazione non è stabile nel tempo, tende ad evolvere spontaneamente.

## Società

### Onorificenze e riconoscimenti
| Anno | Riconoscimento        |
| ---- | --------------------- |
| 2013 | Città creativa UNESCO |

### Evoluzione demografica
Abitanti censiti

### Popolazione nel passato
| Anno | Città | Totale |
| ---- | ----- | ------ |
| 1562 | 8 403 | 18 249 |
| 1708 | 7 348 | 17 908 |
| 1729 | 7 040 | 17 396 |
| 1763 | 6 742 | 18 543 |
| 1798 | 6 030 | 18 176 |
| 1808 | 6 035 | 19 194 |
| 1819 | 4 640 | 15 900 |

### Etnie e minoranze straniere
Secondo i dati ISTAT al 31 dicembre 2009 la popolazione straniera residente era di 2 634 persone, pari al 9,03% della popolazione.

## Cultura

### Biblioteche

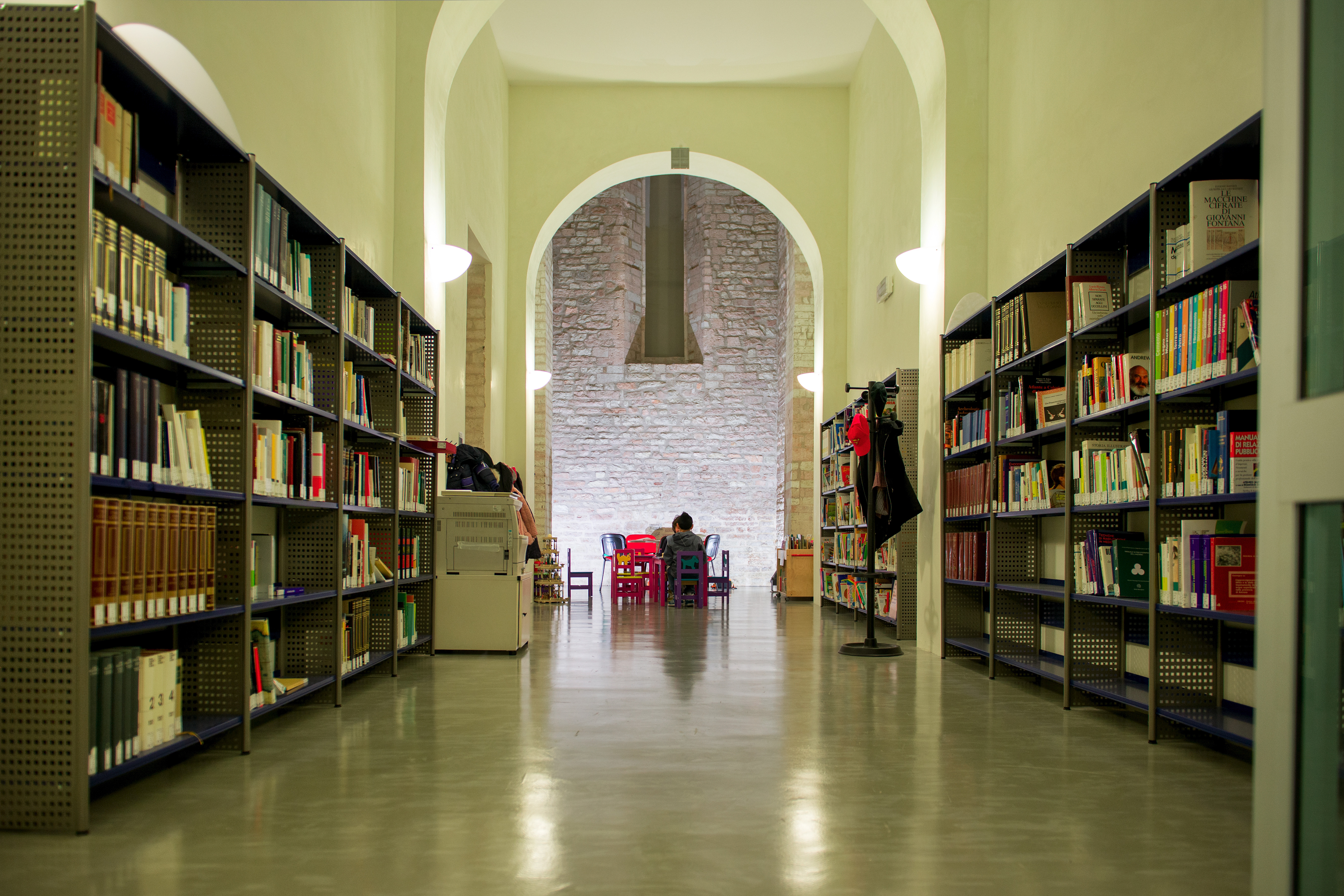
Biblioteca "Romualdo Sassi"

Sezione di Archivio di Stato di Fabriano
Biblioteca civica Romualdo Sassi
Si trova in Largo San Francesco 1/B nel sito dell' ex chiesa di San Francesco. Conta circa 100.000 libri ed è in continuo ampliamento. Oltre alle opere moderne di cultura generale dispone, tra i fondi antichi, di: 258 manoscritti, i più antichi risalenti al XIV sec.; 232 incunaboli dal 1470 al 1500; 2.000 cinquecentine italiane e straniere. Inoltre conserva anche l'Archivio storico Comunale con più di 7.000 tra documenti e pergamene dall'XI secolo in poi.
Biblioteca e Archivio generale Federazione Clarisse Cappuccine
Biblioteca e Archivio diocesano
Biblioteca e Archivio del Monastero S. Silvestro
Archivio storico delle Cartiere Miliani Fabriano
L'Archivio delle Cartiere custodisce oltre 500 metri lineari di beni archivistici e librari databili dal 1782, anno di fondazione delle Cartiere Miliani Fabriano. Inoltre conserva 1 200 fotografie storiche datate a partire dal 1871, 1 500 carte filigranate appartenenti alla Collezione di Luigi Tosti Duca di Valminuta e 3 000 volumi conservati nell’annessa biblioteca, molti dei quali relativi alla storia della carta, alla filigranologia e alle tecniche cartarie.

### Scuole
Per quanto riguarda i percorsi che comprendono la scuola secondaria di primo grado, sono presenti 4 istituti comprensivi con 3 scuole medie e 4 scuole elementari.
La Cittadella degli Studi è un complesso di edifici inaugurato a Fabriano nel 2015. Racchiude i licei della città: Liceo Artistico "Edgardo Mannucci", Liceo "Francesco Stelluti" suddiviso in "Classico", "Linguistico", "Scienze Umane" ed "Economico Sociale", e Liceo Scientifico "Vito Volterra", con gli indirizzi "Scientifico", "Scienze Applicate", "Matematico" e "Internazionale Cambridge".
L'Istituto d'Istruzione Superiore "Merloni-Miliani" comprende l'Istituto Tecnico Industriale Statale ITIS "Aristide Merloni", articolato negli indirizzi "Informatica e Telecomunicazioni", "Meccanica, Meccatronica e Energia", "Grafica Comunicazione Tecniche Cartarie", "Chimica, Materiali e Biotecnologie", e l'Istituto Professionale di Stato per l'Industria e l'Artigianato IPSIA "Giovan Battista Miliani", articolato in "Tecnico Manutenzione Assistenza Tecnica" e "Tecnico Produzioni Tessili Sartoriali - Moda".
L'Istituto d'Istruzione Superiore "Morea-Vivarelli" comprende l'Istituto "Alfredo Morea", con gli indirizzi "Amministrazione, Finanza e Marketing", "Sistemi informatici aziendali", "Turismo" e "Turismo Curvatura Sportiva", e L'Istituto Tecnico Agrario "Giuseppe Vivarelli".

### Musei
Museo della Carta e della Filigrana
Il museo ha la sua sede nell'antico convento di San Domenico. Qui è stata ricostruita fedelmente una cartiera medievale dove mastri cartai illustrano le antiche tecniche di produzione della carta filigranata a mano. All'interno del museo si può partecipare ad attività didattiche, anche residenziali, relative alla lavorazione di carte a mano filigranate. La visita al Museo della Carta e della Filigrana, della durata di 1 ora circa, include una dimostrazione dal vivo della produzione della carta a mano, la visione di forme e filigrane antiche, e un audiovisivo sulla storia della carta a Fabriano.
MCF "Civiltà della Scrittura"
È la nuova sezione MCF allestita presso l'ex convento di San Benedetto. Propone un ampio panorama, anche se non esaustivo, del percorso compiuto dalla stampa nelle sue due tappe fondamentali, quella iniziata da Johann Genfleish von Gutenberg, con le invenzioni legate al metodo per la realizzazione dei caratteri mobili ed alla realizzazione della stampa mediante il torchio tipografico, e quella avviata, qualche secolo dopo, da Aloys Senefelder con l'invenzione della litografia. Tutte le macchine tipografiche e litografiche sono funzionanti ed utilizzate per stampe a tiratura limitata oltre che per svolgere attività didattiche rivolte a ragazzi ed adulti che vogliono scoprire e sperimentare la composizione a caratteri mobili e le tecniche di stampa tipografica e litografica.

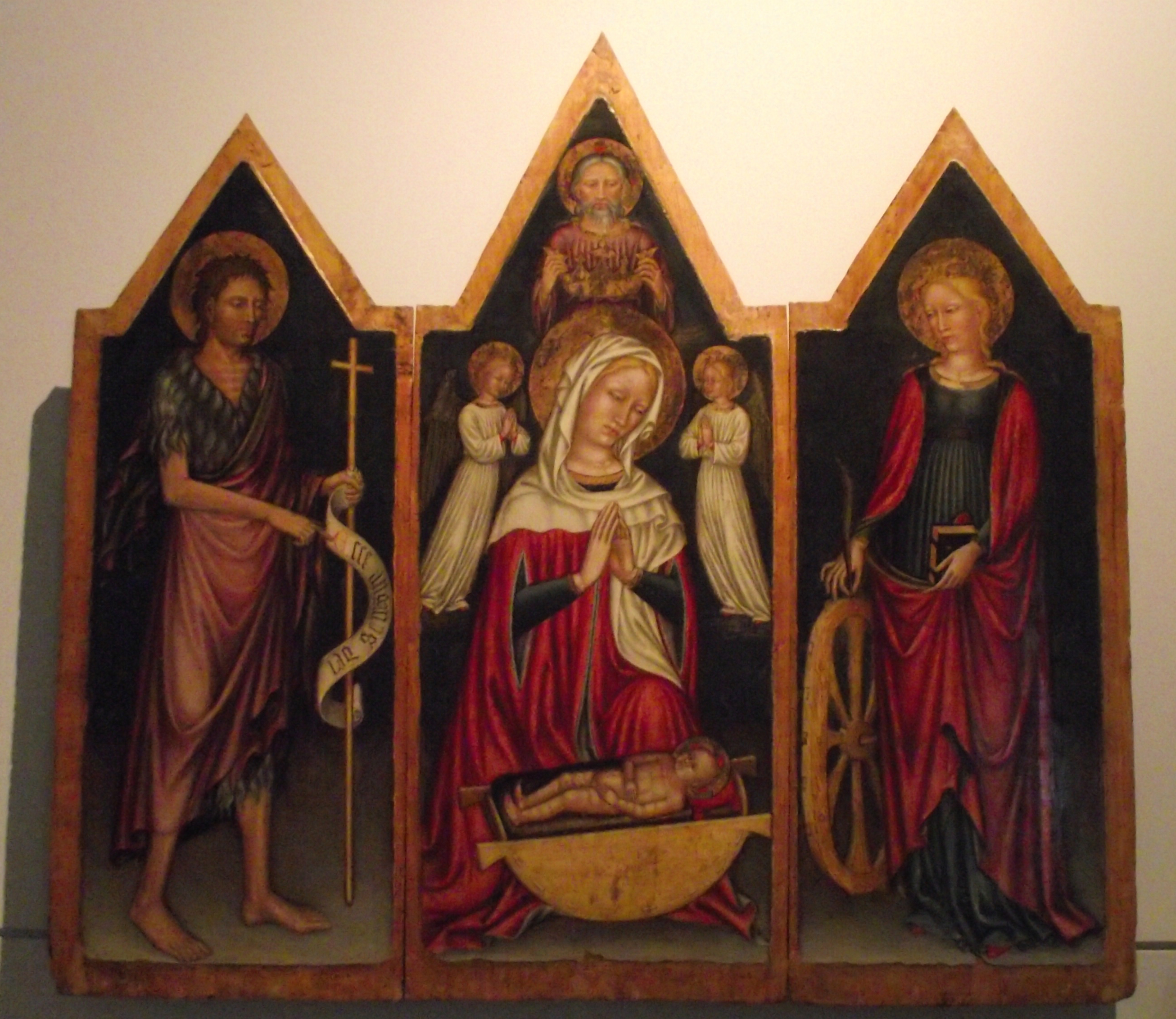
il Pentittico del Maestro di Staffolo alla pinacoteca civica.

Museo del pianoforte storico e del suono
Il museo del pianoforte storico e del suono, nel complesso monumentale di San Benedetto a Fabriano, ospita al suo interno un'esposizione "sceneggiata" dei 18 pianoforti storici che coprono lo spazio temporale da fine settecento ai primi del novecento e che costituiscono la collezione Claudio Veneri. Tutte le visite-concerto sono guidate. Sui pianoforti storici della collezione viene proposta solo musica “dal vivo” eseguita da un concertista e sottolineata da immagini didattico – evocative che rimandano ad ambientazioni, arredi, scene, costumi ed atmosfere della fine del Barocco, al tramonto del Clavicembalo all'alba del ventesimo secolo ed ai gran coda da concerto.
Pinacoteca civica Bruno Molajoli
Dedicata allo storico dell'arte Bruno Molajoli (1905-1985), nato a Fabriano, conserva una delle più importanti collezioni d'arte medievale delle Marche. Dipinti su tavola e affreschi di Allegretto Nuzi, del Maestro di Staffolo, di Antonio da Fabriano, Ottaviano Nelli, Orazio Gentileschi, Andrea Boscoli e altri. Una collezione di sculture lignee trecentesche del Maestro dei Magi di Fabriano e del Maestro dei Beati Becchetti e la serie di arazzi fiamminghi databili tra il XVI e il XVII secolo.
Mostra archeologica “Piceni e Celti lungo le rive del Giano”
La mostra raccoglie un'accurata selezione di reperti provenienti da scavi, raccolte di superficie e rinvenimenti, ed offre una visione d'insieme del patrimonio del territorio in età pre-romana. Si apre con una sezione introduttiva al territorio di Fabriano e al periodo dei piceni e dei celti in modo da consentire una facile comprensione delle tematiche trattate. La parte espositiva è organizzata secondo un prevalente criterio cronologico a partire dalle prime testimonianze picene a Fabriano databili all'VIII sec. a.C., continuando con le necropoli e gli abitati di VI-V sec. a.C. per concludere con la tomba 1 del Foro Boario e il periodo gallico nel III sec. a.C.
Collezione Ruggeri Mannucci
La collezione nasce nel 2001 con l'acquisizione di un nucleo di opere di due artisti Quirino Ruggeri (diciotto) ed Edgardo Mannucci (sessantuno) nativi di Albacina e Fabriano.
Museo farmacia Mazzolini Giuseppucci
Ubicato lungo corso della Repubblica, il museo è dedicato ad una farmacia storica. Gli arredi lignei realizzati nel 1896 dal perugino Adolfo Ricci, raffigurano i più grandi scienziati e le più grandi scoperte del XIX secolo. La collezione originaria di porcellane di manifattura Ginori e vetri è interamente conservata ed esposta. Il museo è centro di numerose attività didattiche legate alla divulgazione della storia della scienza.
Museo della civiltà contadina
Il museo ha sede presso la fattoria "La Ginestra", compresa negli itinerari agrituristici delle Marche. Essa è divisa in singoli ambienti che ricostruiscono quelli delle vecchie case contadine. Fa parte dello stesso museo un vecchio fienile adiacente, tipico esempio di architettura rustica fabrianese del secolo scorso, nel quale sono conservati carretti agricoli, aratri di legno, un erpice... Nella cantina annessa alla casa colonica è stato sistemato un torchio, corredato dagli elementi caratteristici dell'epoca.
Museo del presepe
Il seminterrato del complesso del San Benedetto ospita una mostra di alcuni presepi opera di oltre venticinque anni di attività del presepista Fabrizio Ciccolini.
Museo  delle Arti e dei Mestieri in Bicicletta
Museo Internazionale dell'Acquarello
Museo delle Spumante
Museo Guelfo
Museo della Vaporiera
Museo diocesano di Fabriano
È stato inaugurato l'8 settembre 2015, per volontà della diocesi di Fabriano-Matelica.
Archivio storico delle Cartiere Miliani Fabriano
L'Archivio storico delle Cartiere Miliani Fabriano è stato tra i primi archivi d’impresa ad essere dichiarato di notevole interesse storico in Italia. Custodisce In oltre 2 000 mq più di 10 000 strumenti per la produzione della carta e oltre 500 metri lineari di beni archivistici e librari databili dal 1782, anno di fondazione delle Cartiere Miliani Fabriano. Dal 2011 il patrimonio è gestito dalla Fondazione Fedrigoni Fabriano.
(G. C. Croce, Le sottilissime astuzie di Bertoldo (1606))
In conseguenza di ciò, la sola allusione al nome di Fabriano in contesti umoristici o satirici bastava a suscitare l'ilarità dell'uditorio per via dell'evidente allusione alla locuzione suddetta. Si può vedere, ad esempio, la figura di Donna Fabia Fabron de Fabrian di Carlo Porta, che prende di mira la prosopopea delle gran dame di un mondo superato. Lo stesso Porta usa il nome di Fabriano nella veduta accezione.
(Carlo Porta, Fraa Diodatt)

### Teatri
Il teatro storico della città è il teatro Gentile da Fabriano. Frutto di costruzioni e ricostruzioni a partire dal 1692, l'attuale teatro è stato realizzato nel 1884 dall'architetto Petrini, dopo che subì un incendio. Inaugurato a maggio di quell'anno e intitolato a Gentile da Fabriano, ha una facciata neoclassica e un'ampia sala a ferro di cavallo caratterizzata da quattro ordini di palco e loggione balconato. Il sipario è opera del bolognese Luigi Serra.
Un teatro più recente è il Teatro San Giovanni Bosco presso la Parrocchia della B.V. M. della Misericordia a Fabriano, con una sala che ospita ogni anno un ricco programma di performance teatrali di vario genere. 

### Cinema
All'interno del Teatro Gentile è stato girato il film L'assassino ha riservato nove poltrone del 1974.
Nel 1974 è stata girata a Poggio San Romualdo, frazione di Fabriano, la scena di rallycross di ...altrimenti ci arrabbiamo!.
A Fabriano è stata girata la serie televisiva Un dottore quasi perfetto del 2007.
Nel 2014, in città è stata ambientata la terza edizione della fiction Che Dio ci aiuti, che ha visto gli ascolti salire fino a picchi di 7 milioni e mezzo di telespettatori, con uno share che ha raggiunto il 31,50%. A Fabriano è stata girata anche la quarta serie, le cui riprese si sono concluse a settembre del 2016: la serie è poi andata in onda da gennaio a marzo del 2017.

### Eventi
Dal 1995 si svolge il 24 giugno il Palio di San Giovanni Battista, un evento folcloristico creato a margine di una rievocazione storica. Si tratta di una competizione tra i quattro quartieri, dette Porte, di Fabriano basata su giochi popolari che si svolgono nei giorni precedenti.

## Geografia antropica

### Frazioni
Albacina, Argignano, Attiggio, Bassano, Bastia, Belvedere, Borgo Tufico, Cacciano, Ca' Maiano, Campodiegoli, Campodonico, Cancelli, Cantia, Castelletta, Ceresola, Ciaramella, Coccore, Collamato, Collegiglioni, Colle Paganello, Cupo, Fontanaldo, Grotte, Marena, Marenella, Marischio, Melano, Montefiascone, Moscano, Nebbiano, Paterno, Poggio San Romualdo, Precicchie, Rocchetta, Rucce, Rufano, San Donato, San Giovanni, San Michele, San Pietro, Sant'Elia, Serradica, Valgiubola, Vallemontagnana, Valleremita, Vallina, Varano, Viacce, Vigne.

## Economia

### Agricoltura
Qui si produce il salame di Fabriano. Inoltre nell'area è stata selezionata una razza ovina tipica, la fabrianese.

### Industria
A Fabriano si produce carta fin dal XIII secolo. Non si hanno documenti precisi sull'origine della lavorazione della carta, ma è accertato che fu la seconda cartiera in Europa, dopo quelle della Spagna musulmana (Xàtiva) e Catalogna (alla seconda metà del XII secolo) e del tutto probabile che già dalla fine del XII secolo in città si producesse la carta bambagina, ottenuta con le fibre dei cenci di lino. Fabriano fu una delle più antiche città italiane produttrici di carta: i fabrianesi inventarono la pila idraulica a magli, la filigrana e la collatura con gelatina animale. Grazie a queste innovazioni l'industria ebbe grande sviluppo nei secoli XIV e XV, quando si contavano almeno 40 botteghe. Nella seconda metà del Trecento le industrie locali producevano un milione di fogli l'anno, che prendevano la via di Venezia, Firenze e di altre città, anche d'oltremare. Dopo un periodo di progressivo decadimento dal 1780, grazie a Pietro Miliani, che diede un nuovo impulso a questa attività, Fabriano si specializzò nelle carte valori. Fino ai primi dieci anni del 2000 la città aveva un carattere prevalentemente industriale: Cartiere Miliani, le industrie di elettrodomestici Merloni (Indesit Company, Ariston Thermo Group, Antonio Merloni) e le industrie produttrici di cappe aspiranti per cucine (Faber, Elica, Tecnowind, Best, Airforce).
Nel 2008 il gruppo Antonio Merloni viene travolto dalla crisi, che porta alla chiusura di due stabilimenti, e al procedimento di amministrazione straordinaria, perché dichiarato insolvente in base alla Legge Marzano, avendo debiti per 543,3 milioni di euro. La chiusura del gruppo mette in seria difficoltà anche tutto l'indotto ad essa collegato, costituito da molte piccole imprese presenti anch'esse nel territorio, generando nella città una profonda crisi economica e mettendo fine ad un periodo di prosperità che durava da più di 50 anni. Nel 2014 il tasso di disoccupazione supera il 20%.
A luglio 2014 Whirlpool raggiunge un accordo con la famiglia di Vittorio Merloni per l'acquisto del 60,4% del capitale di Indesit Company. Dal primo gennaio 2015 ne detiene ufficialmente il controllo.

### Terziario e servizi
Nel 2006 il Comune di Fabriano costituisce la società Farmacom Fabriano S.r.l. unipersonale, di cui è tuttora socio unico, con lo scopo di rendere più efficiente il servizio farmaceutico e alleggerire il bilancio. A questa società, affida la gestione delle due Farmacie Comunali di via Dante (nei pressi del C.C. Giano) e Via Marconi (nel 2022, trasferita nei nuovi locali di Viale Stelluti Scala), facendone un punto di riferimento quotidiano per la salute dei cittadini fabrianesi.
Nel 2023, la FarmaCom Fabriano diventa Società Benefit, attestandosi tra le prime società a partecipazione pubblica a scegliere questa "nuova" forma giuridica.

## Infrastrutture e trasporti

### Strade
La città è attraversata dalla SS76, collegamento est-ovest che unisce le città di Ancona e Perugia, mentre la variante realizzata negli anni 2000 scorre a pochi chilometri da Fabriano ed è raggiungibile attraverso le due uscite di Fabriano Ovest e Fabriano Est.
Altra strada in costruzione, ma aperta solo nel tratto che va dalla città fino al comune di Castelraimondo, è la SS256 var, arteria che fa parte del progetto Pedemontana delle Marche, collegamento nord-sud nell'interno della regione.
Ci sono inoltre altre strade provinciali che collegano la città ad altri comuni dell'entroterra fabrianese, come Sassoferrato, Genga e Fiuminata.

### Ferrovie
Nel territorio comunale sono presenti cinque stazioni ferroviarie:
- La stazione di Fabriano, posta lungo la ferrovia Roma-Ancona e capolinea delle linee per Macerata e Civitanova Marche e per Pergola.
- La stazione di Cancelli di Fabriano, sulla ferrovia Roma-Ancona, ora soppressa.
- La stazione di Albacina, posta lungo le linee Roma-Ancona e Fabriano-Macerata-Civitanova Marche.
- Le stazioni di Fabriano Cà Maiano e Melano Marischio, sulla ferrovia Fabriano-Pergola.

## Amministrazione

Il gonfalone comunale

| Periodo        | Periodo        | Primo cittadino      | Partito                       | Carica                  | Note   |
| -------------- | -------------- | -------------------- | ----------------------------- | ----------------------- | ------ |
| 30 luglio 1985 | 17 giugno 1990 | Antonio Merloni      | Democrazia Cristiana          | Sindaco                 | [ 35 ] |
| 18 giugno 1990 | 7 maggio 1995  | Antonio Merloni      | Democrazia Cristiana          | Sindaco                 | [ 35 ] |
| 8 maggio 1995  | 4 marzo 1998   | Giancarlo Castagnari | Coalizione di centro-sinistra | Sindaco                 | [ 36 ] |
| 5 marzo 1998   | 7 giugno 1998  | Carmine Rotondi      |                               | Commissario prefettizio | [ 37 ] |
| 8 giugno 1998  | 10 giugno 2002 | Francesco Santini    | Coalizione di centro-sinistra | Sindaco                 | [ 38 ] |
| 11 giugno 2002 | 11 giugno 2007 | Roberto Sorci        | Coalizione di centro-sinistra | Sindaco                 | [ 39 ] |
| 12 giugno 2007 | 22 maggio 2012 | Roberto Sorci        | Coalizione di centro-sinistra | Sindaco                 | [ 40 ] |
| 23 maggio 2012 | 25 giugno 2017 | Giancarlo Sagramola  | Coalizione di centro-sinistra | Sindaco                 | [ 41 ] |
| 26 giugno 2017 | 13 giugno 2022 | Gabriele Santarelli  | Movimento 5 Stelle            | Sindaco                 | [ 42 ] |
| 14 giugno 2022 | in carica      | Daniela Ghergo       | Coalizione di centro-sinistra | Sindaco                 | [ 43 ] |

## Sport
Calcio
- A.S.D. Galassia Sport Fabriano (Terza Categoria).
- A.C. Fabriano Cerreto Calcio (Eccellenza), unione calcistica tra Fabriano e Cerreto d'Esi.
- ASD Albacina (Terza Categoria).
- Argignano (Seconda Categoria).
- Valle del Giano (Terza Categoria).

Calcio a 5
La squadra Vigor Fabriano, nata nel 1997 ha partecipato al Campionato di Serie B, dalla stagione 2006-2007 fino alla stagione 2008-2009.
Il Real Fabriano partecipa al campionato di serie C2.
Pallacanestro
La principale squadra di pallacanestro maschile di Fabriano è stata la Fabriano Basket. La società ha militato nella Lega Basket Serie A per sette campionati. Nel 2008 ha rinunciato alla Legadue, cedendo il titolo sportivo al Roseto Basket.
La squadra della Spider Fabriano, ha avuto come massimo risultato la Serie A Dilettanti.
Nel 2011 è stata fondata la società Janus Basket Fabriano.
Pallavolo
La squadra Pallavolo Fabriano partecipa al campionato di Serie B2 femminile, ma ha trascorsi anche in Serie A.
La squadra maschile non è mai salita oltre la Serie B1.
Rugby
La società Rugby Fabriano partecipa al campionato di Serie C.
Ginnastica ritmica
La società ginnastica Fabriano vince lo scudetto da 8 anni consecutivi (2017-2024).
Ciclismo
Fabriano è stata più volte arrivo di tappa del Giro d'Italia:
- 1990 (23 maggio): 6ª tappa, vinta da Luca Gelfi.
- 1993 (1º giugno): 9ª tappa, vinta da Giorgio Furlan.

### Impianti sportivi
- Stadio comunale (circa 3 000 posti a sedere)
- PalaGuerrieri: 4 050 posti a sedere.
- PalaCesari: il vecchio palasport cittadino (circa 1 500 posti a sedere).